# Дивизионная артиллерия
Дивизионная артиллерия — отдельные артиллерийские формирования в составе дивизии (стрелковой, танковой и так далее), имеющие на вооружении артиллерийские орудия и не входящие в состав стрелковых, танковых, парашютно-десантных и так далее полков дивизий.
Задачами подобных формирований является борьба с живой силой, вооружением и военной техникой противника в интересах дивизии.

А с позиций отдалённых,
Сразу будто бы не в лад,
Ухнет вдруг дивизионной
Доброй матушки снаряд.— Александр Твардовский, «Василий Тёркин».
Таким образом, дивизионная артиллерия занимает своё место после батальонной артиллерии (артиллерийской батареи в составе батальона) и после полковой артиллерии (артиллерийским дивизионом в составе полка), задачами которых является борьба с живой силой, вооружением и военной техникой противника в интересах батальона и полка соответственно.

## Определение термина дивизионная пушка/гаубица
Термины дивизионная артиллерия и дивизионная пушка (дивизионная гаубица) — не являются синонимами. Первое определяет функциональное предназначение и статус воинского формирования (огневая поддержка полков дивизии), второе относится к типу орудий. Термин дивизионная пушка/дивизионная гаубица — исторически изначально обозначал тип артиллерийских орудий, которые применялись в звене дивизион. В военной истории многих государств к началу XX века в стрелковых полках не было такого формирования как артиллерийский дивизион. По определению дивизионная пушка не могла находиться на вооружении артиллерийской батареи в составе батальона или полка. Такой тип орудия мог находиться только в артиллерийском дивизионе артиллерийского полка/артбригады либо отдельного артиллерийского дивизиона в составе дивизии.
Дальнобойность орудий батальонной артиллерии была меньше чем у полковой артиллерии. К примеру: батальонная артиллерия некоторых стрелковых полков РККА в период Великой Отечественной войны представляла собой миномётную батарею 82 мм миномётов и противотанковый взвод 45 мм пушек. Полковая артиллерия стрелкового полка представляла собой артиллерийскую батарею имевшую на вооружении 76-мм полковую пушку образца 1943 года. А в свою очередь в артиллерийском полку стрелковой дивизии на вооружении имелось более дальнобойная 76-мм дивизионная пушка, либо орудия более крупного калибра — 122-мм и 152-мм гаубицы, которые по определению являлись дивизионными гаубицами.
После Второй Мировой войны термин дивизионная пушка/гаубица из-за усиления батальонной и полковой артиллерии более мощными орудиями перестал быть актуальным. В полковой и дивизионной артиллерии могли применяться один и тот же тип орудий, а также установки РСЗО (которые ранее относилось к огневым средствам корпусной артиллерии), как это будет рассмотрено ниже на примере мотострелковой дивизии ВС СССР в послевоенный период.

## Структура дивизионной артиллерии
Штатными подразделениями дивизионной артиллерии являются артиллерийский полк/бригада и отдельные артиллерийские дивизионы и отдельные ракетные дивизионы.
В странах НАТО, как и в Вооружённых Силах СССР/РФ, должность офицера возглавляющего дивизионную артиллерию, называется начальник артиллерии дивизии.
Кроме непосредственно формирований дивизионной артиллерии, в его оперативном подчинении также находятся все артиллерийские подразделения в составе полков/бригад дивизии, и подразделение управления артиллерией при штабе дивизии (отдельная батарея управления и артиллерийской разведки, БУиАР)..
Ранее к дивизионной артиллерии относились отдельные формирования зенитной артиллерии в составе дивизии.
На современном этапе они не относятся к дивизионной артиллерии и не подчиняются начальнику артиллерии дивизии. К примеру в Вооружённых Силах СССР во всех формированиях начиная с уровня полка/бригады существовала должность начальник противовоздушной Обороны, которому подчинялись все зенитно-артиллерийские подразделения.

## Применение дивизионной артиллерии

### Маневренная и Позиционная война
Независимо от принадлежности к государству, принципы применения дивизионной артиллерии остаются одинаковыми.

В первую очередь это эшелонирование артиллерийских формирований. Боевые порядки артиллерийских формирований располагаются на определённом удалении от линии соприкосновения с противником. Ближе к передовой находится батальонная артиллерия представленная артиллерийской батареей в составе батальона. Она находится на удалении штаба батальона от передовой (от 400 метров до 2-х километров). Соответственно полковая артиллерия представленная артиллерийским дивизионом в составе полка, находится на удалении штаба полка (до 3-х километров). Приданные для усиления линейным полкам/бригадам формирования дивизионной артиллерии располагаются на ещё большем удалении от передовой. Удаление необходимо для манёвра и переброски на другие участки в случае изменения тактической ситуации и с целью воспрепятствовать вклинению противника в оборону. В связи с эшелонированием артиллерийских формирований и возникают требования к дальнобойности орудий. Дальнобойность орудий возрастает от батальонной артиллерии к полковой, от полковой к дивизионной, от дивизионной к корпусной артиллерии.

Во вторую очередь это выборочное усиление линейных формирований. В наступлении формирования дивизионной разведки на основании полученных разведывательных данных, по решению Начальника Артиллерии Дивизии усиливают артиллерийские формирования тех линейных формирований на передовой, которым предстоит наступать на участки противника с более усиленной обороной или на укрепительные районы. В обороне эти формирования выставляются на усиление позиций линейных формирований предполагаемого прорыва, где по разведывательным данным происходит концентрация огневых средств и живой силы.

## История развития структуры дивизионной артиллерии

### Дивизионная артиллерия в ВС СССР

#### Довоенный период[9]
В Русской императорской армии в составе полков не имелось собственной артиллерии, то есть не существовало понятий полковой артиллерии и батальонной артиллерии.

Региональные войны - нужны штурмовые орудия:

 Проблема пехотной (полковой, батальонной, «штурмовой») артиллерии имеет длительную историю. В какой-то мере эта история борьбы с весом орудий.

Царская Россия не имела полковой и батальонной артиллерии.
Опыт маневренных операций гражданской войны выявил острую необходимость в лёгких и мобильных орудиях пехоты.
В РИА до 1917 года существовали только два типа дивизий:
1. пехотные (гренадерские): полагалась одна артиллерийская бригада из шести огневых батарей - к примеру 3-я гренадерская артиллерийская бригада в составе 3-й гренадерской дивизии.
2. кавалерийские: – один конно-артиллерийский дивизион - к примеру 2-я гвардейская кавалерийская дивизия.

В РККА, начиная со времён Гражданской войны, структура дивизионной артиллерии частично продублировала проверенную практикой схему, отработанную в Русской императорской армии. Чёткого соблюдения единой штатной организации в ходе Гражданской войны не наблюдалось.
1 Пехотные дивизии (переименованные в стрелковые), по аналогии с царскими войсками, получили в свой состав один артиллерийский дивизион или артиллерийский полк. Дивизионная артиллерия, а вместе с ним и артиллерийский полк (ап) стрелковой дивизии (сд) в довоенный период подвергались постоянным реформированиям:
1.1 На 1926 год ап состоял из трёх артиллерийских дивизионов (адн). 1-й и 2-й адн – состояли из двух батарей по три 76-мм пушек и одной батареи 122-мм гаубиц. 3-й адн – состоял из четырёх батарей – двух батарей 76-мм пушек и двух батарей 122-мм гаубиц. Итого в полку имелось восемнадцать пушек и двенадцать гаубиц.
1.2 На 1929 год ап составлялся по той же трёхдивизионной структуре, но с другим соотношением гаубиц к пушкам. Итого в полку: двенадцать пушек и восемнадцать гаубиц.
1.3 К окончанию 1935 года ап перешёл на четырёхдивизионную структуру. 1-й, 2-й и 3-й адн имели на вооружении по две батареи 76-мм пушек по четыре орудия и одну батарею 122-мм гаубиц на четыре орудия. Добавленный 4-й адн из трёх батарей получил на вооружение по четыре 152-мм гаубицы в каждой батарее. Итого в полку: двадцать четыре пушки и двадцать четыре гаубицы.
1.4 В 1937 году Комитет Обороны при СНК СССР принял решение об усилении дивизионной артиллерии, переходом на двухполковую схему. В сд было начато формирование двух ап, что увеличило количество орудий до шестидесяти (двадцати пушек и сорока гаубиц):
- Лёгкий артиллерийский полк (лап) из трёх адн, имевший на вооружении двадцать 76-мм пушек и шестнадцать 122-мм гаубиц.
- Гаубичный артиллерийский полк (гап) из двух адн, имевший на вооружении двенадцать 122-мм гаубиц и двенадцать 152-мм гаубиц.

1.5 Летом 1940 года по итогам советско-финской войны приняты изменения в двухполковой схеме дивизионной артиллерии, которые изменили соотношение пушек и гаубиц в пользу последних (шестнадцать пушек и сорок четыре гаубицы):
- лап из двух адн, имевший на вооружении шестнадцать 76-мм пушек и восемь 122-мм гаубиц,
- гап из трёх адн, имевший на вооружении двадцать четыре 122-мм гаубиц и двенадцать 152-мм гаубиц.

2 Кавалерийская дивизия получили в свой состав конно-артиллерийский дивизион.
3 Танковая дивизия механизированного корпуса и отдельная танковая дивизия в своём составе имела:
- согласно постановлению СНК СССР № 1193-464сс 6 июля 1940 года:

а) два танковых полка по одному батальону тяжёлых танков (в каждом), два батальона средних танков и один батальон огнемётных танков в каждом полку;
б) один моторизованный полк в составе трёх стрелковых батальонов и одной 6-орудийной батареи полковой артиллерии;
в) один артиллерийский полк в составе двух дивизионов: один дивизион 122-мм гаубиц и один дивизион 152-мм гаубиц;
г) один зенитный дивизион, разведывательный батальон, мостовой батальон и тыловые части обслуживания…

#### Великая Отечественная война[9]
Стрелковые дивизии
С началом войны, по итогам первых месяцев войны с учётом потерь в вооружении и возможностей военного производства, было принято решение об оптимизации дивизионной артиллерии, итогом которой стал возврат к однополковой схеме по варианту лёгкий артиллерийский полк образца 1940 года.
- В августе 1941 года в составе сд был оставлен лап из двух адн по три огневые батареи в каждом.

Итого на вооружении: шестнадцать 76-мм пушек и восемь 122-мм гаубиц.
- В марте 1942 года лап усилили, дополнив его третьим адн (переформировав его этим в артиллерийский полк, ап). В состав 3-го адн включили одну батарею из четырёх 76-мм пушек и одну батарею из четырёх 122-мм гаубиц.

Итого в ап: двадцать пушек и двенадцать гаубиц.
- В декабре 1942 года утверждается штат гвардейской стрелковой дивизии (гв. сд).

По новому штату 3-й адн артиллерийского полка в такой дивизии состоит из трёх батарей.
Итого ап в гв. сд: двадцать четыре пушки и двенадцать гаубиц.
- В декабре 1944 года в штат гв. сд вводится дивизионная артиллерийская бригада (абр).

В свой состав абр включает три полка:
1. лап в составе двух адн: 1-й адн — три батареи по четыре 76-мм пушки; 2-й адн — две батареи по четыре 76-мм пушки.
Итого: двадцать пушек калибра 76 мм в пяти огневых батареях.
2. гап в составе двух адн: 1-й адн — три батареи по четыре 122-мм гаубицы; 2-й адн — две батареи по четыре 122-мм гаубицы.
Итого: двадцать гаубиц калибра 122 мм в пяти огневых батареях.
3. Миномётный полк, минп: два миномётных батальона (минбат) по три батареи. В каждой батарее по четыре 120-мм миномёта.
Итого: двадцать четыре 120-мм миномёта в шести огневых батареях.
Также в состав абр переподчинили:
- отдельный истребительный противотанковый дивизион: двенадцать орудий калибра 76 мм и
- отдельный зенитный дивизион: шесть орудий калибра 37 мм и шестнадцать пулемётов калибра 12,7 мм.

Кавалерийские дивизии
В кавалерийских дивизиях, которые не были расформированы до конца войны, дивизионная артиллерия была представлена в двух вариантах:
1. один артиллерийско-миномётный полк (к примеру, в составе 10-й гвардейской казачьей кавалерийской дивизии),
2. один конно-артиллерийский дивизион (к примеру, в составе 75-й и 57-й кавалерийской дивизии).

Танковые дивизии
В связи с оперативной необходимостью, к концу 1941 года все танковые дивизии были переформированы в бригады. До переформирования дивизионная артиллерия в них была представлена одним гаубичным артиллерийским полком(к примеру, в составе 104-й танковой дивизии).

#### Послевоенный период
На 50-е и 60-е годы приходится начало масштабного формирования мотострелковых войск.

В связи с повышением мобильности пехоты, повысились требования к дивизионной артиллерии. Встал вопрос об увеличении в артиллерийских подразделениях доли самоходных артиллерийских установок и дополнительном усилении мотострелковых дивизий системами РСЗО, которые ранее относилось к корпусной артиллерии.

Также после войны в танковых войсках произошло обратное переформирование танковых бригад в танковые дивизии, что также предусматривало увеличение количества артиллерийских полков.

До 1986-го в воздушно-десантных дивизиях, кроме артиллерийского полка в состав дивизионной артиллерии входили отдельный самоходный артиллерийский дивизион (осадн) и отдельный реактивный артиллерийский дивизион (ореадн), имевшие соответственно на вооружении авиадесантную боевую технику в виде АСУ-85 и БМ-21В.

Отдельный зенитный артиллерийский дивизион (озадн), а после поступления на вооружение ПЗРК отдельный зенитный ракетно-артиллерийский дивизион (озрадн) в составе вдд отошёл в подчинение начальнику ПВО дивизии. Такое же переподчинение произошло в отношении зенитных артиллерийских полков (зап) и зенитных ракетных полков (зрп) в составе танковых дивизий и мотострелковых дивизий.

В состав дивизионной артиллерии мотострелковой дивизии кроме артиллерийского полка также входил отдельный противотанковый артиллерийский дивизион (оптадн). В составе воздушно-десантных и танковых дивизий он отсутствовал.

В 60-х годах в мд и тд (не во всех) появились отдельные ракетные дивизионы (ордн) тактических ракет. Изначально это были ордн из двух стартовых батарей по две пусковые установки ТРК 9К52 Луна-М. К 1976-му произойдёт перевооружение на тактический ракетный комплекс 9K79 Точка с сохранившейся структурой дивизиона. В 1988-м ордн выведут из состава дивизий и сформируют из них отдельные ракетные бригады (орбр) окружного и армейского подчинения.
В среднем к 1987-му в ВС СССР сложилась следующая структура дивизионной артиллерии:

| Дивизионная артиллерия в мотострелковых войсках. 1-й вариант, характерен для мотострелковых дивизий (мсд) на территории СССР. - артиллерийский полк из четырёх дивизионов - самоходный артиллерийский дивизион (садн) на 2С3 - два гаубичных артиллерийских дивизиона (гадн) на Д-30 - реактивный артиллерийский дивизион (реадн) на БМ-21 - отдельный противотанковый артиллерийский дивизион (оптадн) - две противотанковые артиллерийские батареи (птабатр) на МТ-12 (тягач МТ-ЛБ) - противотанковая батарея (бптур) на 9П149 на базе МТ-ЛБ - отдельный ракетный дивизион (ордн) на 9K79 Точка - две стартовые батареи (сбатр) 2-й вариант, характерен для мсд в ГСВГ. - самоходный артиллерийский полк из четырёх дивизионов - три самоходных артиллерийских дивизиона (садн) на 2С3 - реактивный артиллерийский дивизион (реадн) на БМ-21 - отдельный противотанковый артиллерийский дивизион (оптадн) - две противотанковые артиллерийские батареи (птабатр) на МТ-12 (тягач МТ-ЛБ) - противотанковая батарея (бптур) на 9П149 на базе МТ-ЛБ - отдельный ракетный дивизион (ордн) на 9K79 Точка - две стартовые батареи (сбатр) | Дивизионная артиллерия в танковых войсках. 1-й вариант, характерен для танковых дивизий (тд) на территории СССР. - артиллерийский полк из трёх дивизионов - самоходный артиллерийский дивизион (садн) на 2С3 - гаубичный артиллерийский дивизион (гадн) на Д-30 - реактивный артиллерийский дивизион (реадн) на БМ-21 - отдельный ракетный дивизион (ордн) на 9K79 Точка - две стартовые батареи (сбатр) 2-й вариант, характерен для тд в ГСВГ и ЦГВ. - самоходный артиллерийский полк из четырёх дивизионов - три самоходных артиллерийских дивизиона (садн) на 2С3 - реактивный артиллерийский дивизион (реадн) на БМ-21 - отдельный ракетный дивизион (ордн) на 9K79 Точка - две стартовые батареи (сбатр) | Дивизионная артиллерия в воздушно-десантных войсках. После реформирования воздушно-десантных дивизий (вдд) с мая 1986-го. - артиллерийский полк из двух дивизионов и отдельных батарей - самоходный артиллерийский дивизион (садн) на 2С9 - противотанковый дивизион (птдн) на БТР-РД Робот - гаубичная артиллерийская батарея (габатр) на Д-30 - реактивная артиллерийская батарея (реабатр) на БМ-21В Град-В |

122-мм гаубица Д-30 находившаяся на вооружении артиллерийского полка мсд/тд, также имелась на вооружении артиллерийских дивизионов в мотострелковых(мсп) и танковых полках(тп) дивизии. В свою очередь орудия 2С9 в артиллерийском полку вдд, также имелись в адн парашютно-десантных полков дивизии. То есть в послевоенный период к некоторым типам орудий не наблюдается деления на принадлежность к полковой артиллерии или к дивизионной артиллерии, поэтому термин дивизионная пушка/гаубица утратил свою актуальность.
Для управления артиллерийскими подразделениями, при штабе дивизии состояла отдельная воинская часть, подчинявшаяся начальнику артиллерии дивизии. В вдд — это Взвод Управления Начальника Артиллерии Дивизии (вунад). В мсд и тд — это Батарея Управления и Артиллерийской разведки (БУиАР). БУиАР кроме артиллерийской разведки выполняла задачу по обеспечению связи с артиллерийскими подразделениями дивизии. В ВС РФ в штате дивизии указанное подразделение сохранило те же функции и название.

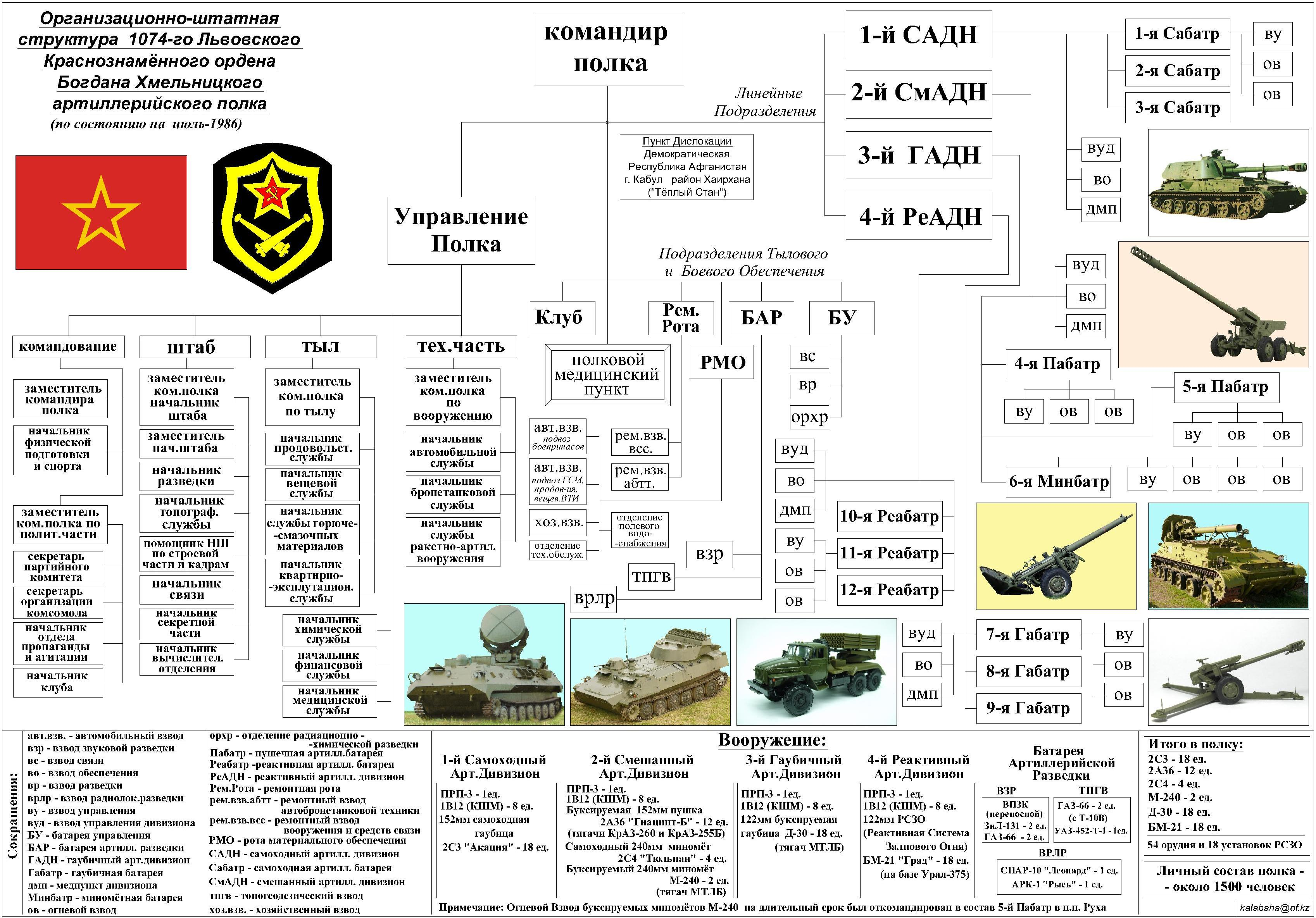
Организационно-штатная структура 1074-го артиллерийского полка 108-й мсд на июль 1986 г.
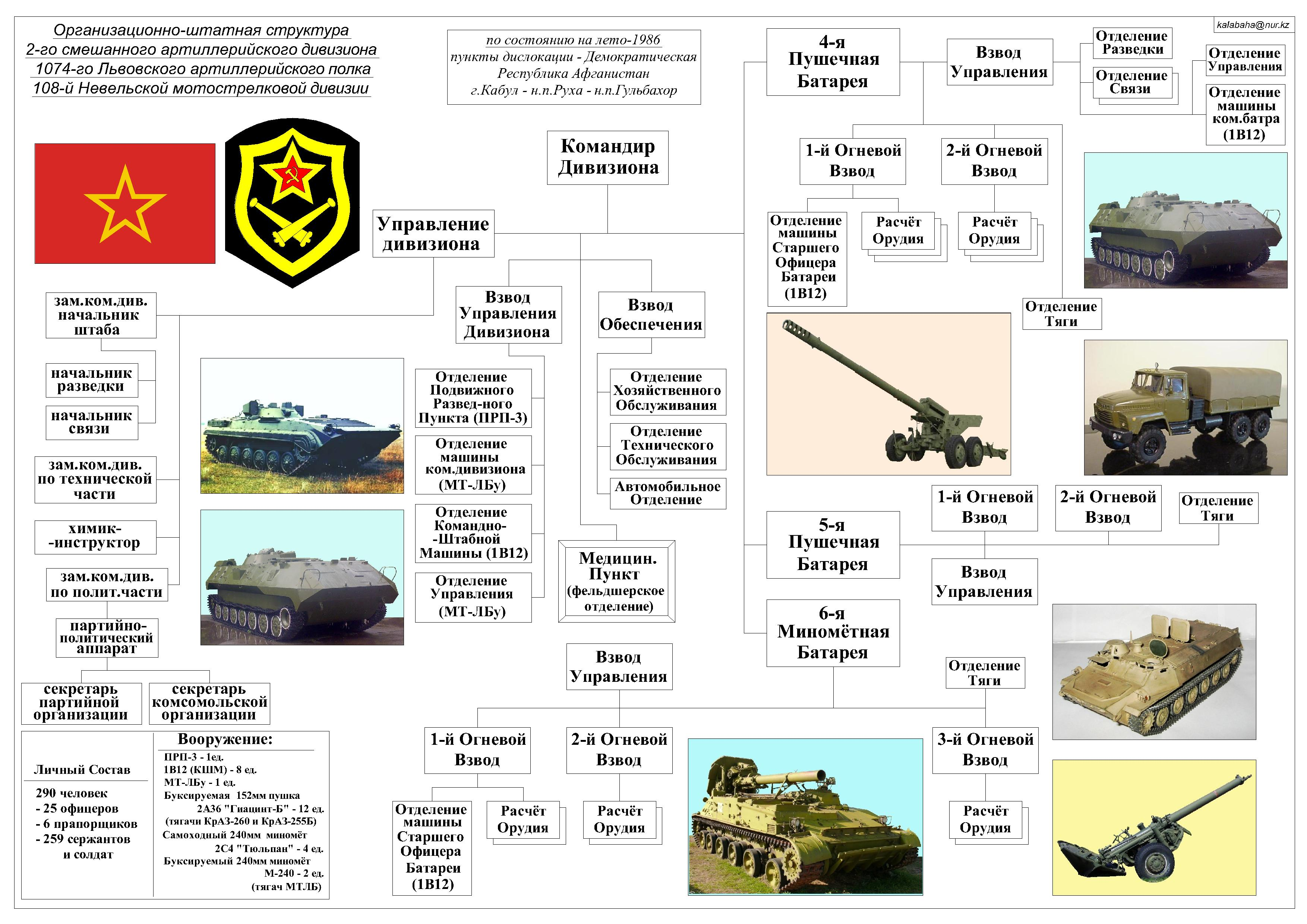
Организационно-штатная структура 2-го Артдивизиона 1074-го АП 108-й мсд

### Дивизионная артиллерия вермахта и бундесвера

#### Вторая Мировая война[9]
К 1941-му в штате немецкой пехотной дивизии имелся артиллерийский полк следующего состава:
- Штаб полка
- Штабная батарея
- три лёгких артиллерийских дивизиона по двенадцать 10,5 cm leFH 18 каждый.
- один тяжёлый артиллерийский дивизион на двенадцать 15 cm sFH 18.

В отличие от РККА дивизионы в Вермахте состояли из 4-х батарей - штабная батарея и три огневые батареи. Штабная батарея при штабе дивизиона по сути являлась аналогом вместе взятых Взвода Управления и Взвода Обеспечения в артиллерийском дивизионе РККА.

В 1943-м количество орудий в тяжёлом артиллерийском дивизионе уменьшится с 12 до 9, снизив тем самым общее количество орудий полка с 48 до 45.

В связи с потерями в технике и сложностями обеспечения войск военной промышленностью нацистской Германии в 1944-м из штата полка выведут один лёгкий артиллерийский дивизион а вместо тяжёлого артиллерийского дивизиона оставят только одну тяжёлую гаубичную батарею на 4 орудия.
Состав артиллерийского полка пехотной дивизии на 1944 год:
- Штаб полка
- Штабная батарея
- два лёгких артиллерийских дивизиона на двенадцать 10,5 cm leFH 18.
- одна тяжёлая гаубичная батарея на четыре 15 cm sFH 18.

Общее количество орудий в полку снизится с 48 в начале Великой Отечественной войны до 28 в конце.

Главным отличием от дивизионной артиллерии РККА в дивизионной артиллерии Вермахта - являлся полный отказ от пушек.

#### Современный этап[19][20]
В штате мотопехотной дивизии ФРГ 1980-х гг. дивизионная артиллерия представлена артиллерийским полком, с численностью в 2200 человек со следующим составом:
- Штаб полка
- Штабная батарея
- Разведывательный артиллерийский дивизион
- Артиллерийский технический взвод специального оружия
- артиллерийский дивизион имеющий в составе
  - три гаубичная батареи по шесть 155мм буксируемых гаубиц FH70
  - одна тяжёлая гаубичная батарея на шесть 203,2мм самоходных гаубиц M110A2
  - две зенитные артиллерийские батарея на девять 20-мм зенитных орудий Mk 20 Rh 202
- дивизион РСЗО имеющий в составе две пусковые батареи на восемь установок РСЗО LARS-2/ MLRS

### Дивизионная артиллерия в КМП США
В дивизии морской пехоты США артиллерия сосредоточена в артиллерийском полку. Вооружение полка состоит из 155-мм гаубиц M777 и 220-мм реактивных систем залпового огня HIMARS. Их количество в каждом полку не одинаковое.

### Дивизионная артиллерия в СВ США

#### 1991 год
В структуре дивизий СВ США до 2003 года не было чёткого деления на принадлежность формирований к полкам/бригадам, а вместо этого существует система батальонов и штабов бригад и более того — бригада в составе дивизии не имеет постоянного состава. В связи с оперативной необходимостью бригада может на усмотрение командира дивизии включать в свой состав необходимое количество приданых танковых и артиллерийских подразделений. По этой причине в дивизии не было такого формирования как артиллерийский полк/бригада. При штабе дивизии есть штаб артиллерии, возглавляемый Начальником артиллерии дивизии и приданное ему вспомогательное подразделение — штабная рота. В ВС СССР/РФ идентичная должность именуется также, а аналогом вспомогательного подразделения является Батарея Управления и Артиллерийской разведки (БУиАР).
Дивизионная артиллерия лёгкой пехотной дивизии США на 1991 год представлена следующим образом:
- Штаб артиллерии дивизии и штабная рота
- одна тяжёлая гаубичная батарея на восемь 155-мм буксируемых гаубиц M198
- три гаубичных дивизиона
  - штаб и штабная батарея
  - три гаубичных батареи, в каждой по шесть 105-мм буксируемых гаубиц М102
  - батарея обслуживания

Личный состав подразделений дивизионной артиллерии лёгкой пехотной дивизии — 1441 человек.

В мотопехотной и бронетанковой дивизии дивизионная артиллерия усилена более мощными орудиями. 

Состав дивизионной артиллерии танковой дивизии:
- Штаб артиллерии дивизии и штабная рота.
- один тяжёлый самоходный гаубичный дивизион
  - штаб и штабная батарея
  - три тяжёлых самоходных гаубичных батарей, в каждой по шесть 203-мм самоходных гаубиц М110А1
  - батарея обслуживания
- три самоходных гаубичных дивизиона
  - штаб и штабная батарея
  - три самоходных гаубичных батарей, в каждой по восемь самоходных гаубиц М109
  - батарея обслуживания

Состав дивизионной артиллерии мотопехотной дивизии:
- Штаб артиллерии дивизии и штабная рота.
- один дивизион общей поддержки в составе:
  - штаб и штабная батарея
  - одна тяжёлая самоходная гаубичная батарея на шесть М110А1
  - три гаубичные батареи, по шесть 155-мм буксируемых гаубиц M198
  - батарея обслуживания
- три лёгких гаубичных дивизиона в составе:
  - штаб и штабная батарея
  - три гаубичных батареи, в каждой по шесть 105-мм буксируемых гаубиц М102
  - батарея обслуживания

Состав дивизионной артиллерии воздушно-десантной дивизии:
- Штаб артиллерии дивизии и штабная рота.
- три лёгких гаубичных дивизиона в составе:
  - штаб и штабная батарея
  - три гаубичных батареи, в каждой по шесть 105-мм буксируемых гаубиц М102.
  - батарея обслуживания

#### 2006 год
В ходе реформы СВ США, начатой в 2006 году, были введены постоянные штаты бригад и дивизионная артиллерия стала представлять собой штаб, занимающийся управлением артиллерийских дивизионов бригад. Вся артиллерия дивизии была перенесена на бригадный уровень.

### Дивизионная артиллерияФранции
На современном этапе в формированиях дивизионной артиллерии Франции нет разделения на дивизионы. К примеру артиллерийский полк пехотной дивизии Франции состоит из пяти батарей: батарея управления и обслуживания и четыре огневые батареи. Полк имеет на вооружении 24 155-мм самоходные пушки, восемь 20-мм орудий зенитной артиллерии, 18 бронетранспортёров и 260 автомобилей и личный состав в 850 человек.

## История развития и применения дивизионных пушек и гаубиц в ВС СССР
Артиллерийское вооружение Красной армии в 1920-х годах было представлено главным образом артиллерийскими системами, доставшимися в наследство от армии Российской империи. Эти орудия постепенно устаревали как физически, так и морально. Под моральным устареванием подразумевалось их несоответствие значительно возросшим требованиям к образцам артиллерийского вооружения, основанным на боевом опыте Первой мировой и Гражданской войн. Поскольку широкомасштабная разработка и производство новых моделей орудий были невозможны вследствие слабости отечественной конструкторской школы и промышленности того времени, было принято решение модернизировать уже существующие артиллерийские системы. 

### 76-мм дивизионная пушка образца 1902/30 годов
Основу советской пушечной дивизионной артиллерии того периода составляли 3-дюймовой пушкой обр. 1902 г., широко известные как «трёхдюймовки». Эти орудия постепенно устаревали как физически, так и морально. Под моральным устареванием подразумевалось их несоответствие значительно возросшим требованиям к образцам артиллерийского вооружения, основанным на боевом опыте Первой мировой и Гражданской войн.
В середине 1920-х годов было принято решение произвести модернизацию этих орудий, направленную главным образом на увеличение максимальной дальности стрельбы. С 1927 по 1930 год конструкторскими бюро заводов № 7 («Арсенал») (Ленинград), № 13 (Брянск) и Мотовилихинского (Пермь) было создано и испытано более двух десятков опытных образцов модернизированных пушек образца 1902 года, но к настоящему времени опубликованы сведения лишь о некоторых из них.

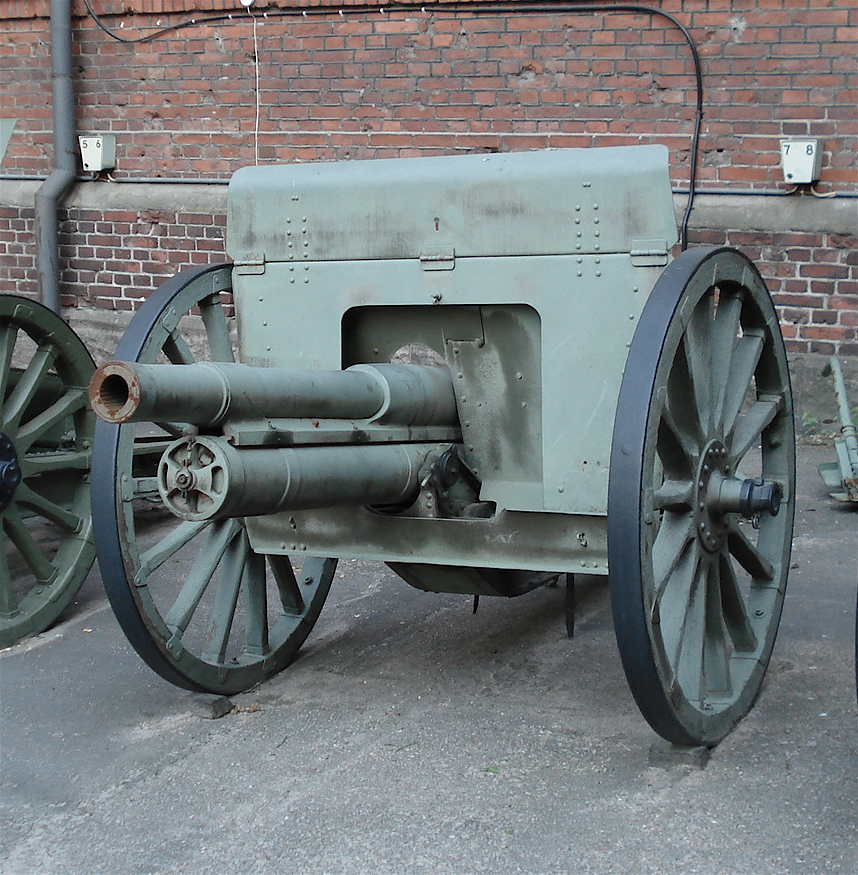
76-мм дивизионная пушка обр. 1902 г.

Конструкторское бюро завода № 13 (Орудийно-арсенальный трест, ОАТ) представило модернизированное орудие, отличающееся от оригинала следующими изменениями:
- введён дульный тормоз;
- увеличен угол возвышения с 16 до 27°;
- уменьшена с 1000 до 600 мм максимальная длина отката путём уменьшения пружин накатника;
- создана новая средняя часть лафета;
- в компрессоре заменены шток и веретено;
- увеличена длина подъёмного винта.

Конструкторское бюро завода № 7 под руководством Соколова представило не менее трёх образцов модернизированных орудий, отличавшихся друг от друга рядом деталей. Системы Соколова имели дульный тормоз, ломающийся на шарнирах станок лафета и эксцентрики. Противооткатные устройства взяты по образцу опытного орудия ОАТ. Конструкция орудий Соколова позволяла вести огонь при угле возвышения до 45°, при этом модернизированное орудие не требовало коренной переделки лафета.
Конструкторское бюро Мотовилихинского завода под руководством В. Н. Сидоренко разработало свой вариант модернизации пушки, отличавшийся отсутствием дульного тормоза, введением уравновешивающего механизма и значительными изменениями в лафете.
По результатам производившихся в 1930 году испытаний на вооружение в 1931 году под официальным названием 76-мм дивизионная пушка обр. 1902/30 гг. (индекс ГАУ — 52-П-354В) было принято орудие разработки Сидоренко, несмотря на его бо́льшую конструктивную сложность и в два раза более высокую стоимость по сравнению с альтернативными вариантами модернизации. Очевидными преимуществами системы Сидоренко были отсутствие дульного тормоза и возможность использования стволов длиной как 30, так и 40 калибров.
Также предпринимались и попытки дальнейшей модернизации орудия, направленные на повышение живучести ствола и на увеличение максимальной скорости возки пушки. В 1930—1933 годах было испытано несколько опытных образцов орудий со стволами, имеющими свободную трубу или лейнер. Такая конструкция позволяет, не заменяя всего ствола, восстановить его изношенную нарезную часть. Но стволы со свободной трубой оказались сложными в производстве и их валовый выпуск тогда наладить не удалось. В тот же период исследовалась возможность создания подрессоренной модификации пушки образца 1902/30 годов. Введение подрессоривания позволяло существенно увеличить максимальную скорость возки пушки, но в итоге от производства подрессоренных вариантов было решено отказаться. Причиной стали уже ведущиеся разработки более современных дивизионных орудий и постепенное сворачивание выпуска «трёхдюймовок». В 1936 году были успешно испытаны орудия на металлических колёсах с каучуковой шиной, промышленности был выдан заказ на производство в 1937 году 600 таких колёс; но информация об его исполнении отсутствует. В 1937 году в КБ завода № 92 под руководством В. Г. Грабина была создана специальная подрессоренная тележка Ф-29 для возки пушек образца 1902/30 годов. Пушка накатывалась на тележку, которая сцеплялась с автомобилем и могла буксироваться со скоростью не менее 30—40 км/ч. Информации о производстве и применении данной тележки не имеется.
Согласно руководству службы орудия, пушка была предназначена для решения следующих задач:
- уничтожение живой силы, не находящейся за укрытием;
- борьба с мотомеханизированными боевыми средствами противника;
- подавление огневых средств пехоты;
- подавление артиллерии и разрушение проволочных заграждений;
- борьба с авиацией противника (только пушки с длиной ствола в 30 калибров на станке Иванова).

Выстрелы орудия комплектовались в виде унитарного патрона. С целью возможности использования большого имеющегося количества ранее заскладированных боеприпасов, камора модернизированного орудия была оставлена той же, что и у исходной модели образца 1902 года.
Латунная или стальная гильза унитарного патрона образца 1900 года массой 1,55 или 1,45 кг соответственно имела длину 385,3 мм и диаметр фланца 90 мм. Заряд 54-Ж-354 состоял из 1,08 кг пороха марок 4/1 или 9/7. Для старых гранат и некоторых шрапнелей использовался заряд 54-Ж-354А весом 0,9 кг пороха марки 7/7. Подкалиберные и кумулятивные снаряды также применялись со своими собственными специальными зарядами. Также орудие могло стрелять всем ассортиментом выстрелов к 76-мм полковой пушке обр. 1927 г. — заряд этих выстрелов считался для дивизионных пушек штатным уменьшенным.
Кумулятивные снаряды, имевшие бронепробиваемость до 100 мм, появились в боекомплекте дивизионных орудий с конца 1944 года, а до этого времени при борьбе с танками использовались либо обычные бронебойные, либо подкалиберные снаряды. В начальный период войны из-за нехватки бронебойных снарядов против бронированных целей зачастую применялась шрапнель, поставленная «на удар». Бронепробиваемость такого «эрзац-бронебойного» боеприпаса составляла порядка 30 мм на дистанциях ближнего боя. Использование подкалиберных и кумулятивных снарядов из пушек обр. 1902/30 гг. теоретически было возможно, но на практике из-за небольшого количества сохранившихся ко второй половине войны на фронте орудий этого типа сведений об их применении не имеется.
Наибольший ассортимент выстрелов имелся для фугасных и осколочно-фугасных снарядов по причине наличия большого количества старых гранат русского и французского производства. Также широкой была номенклатура шрапнельных боеприпасов. Снаряд ОФ-350 при установке взрывателя на осколочное действие при разрыве создавал 600—800 убойных осколков (весом свыше 1 г), создающих площадь сплошного поражения размером 8×5 м (поражается 90 % целей) и действительного поражения — размером 30×15 м (поражается 50 % целей). При установке взрывателя на замедленное действие создавалась воронка глубиной 30—50 см и диаметром 70—100 см.
Шрапнели имелись нескольких разновидностей. Наиболее распространённые пулевые шрапнели типа Ш-354 содержали 260 круглых пуль диаметром 12,7 мм и весом 10,7 г каждая. Размер зоны действительного поражения шрапнелью составлял по фронту 20 м, а в глубину, в зависимости от дистанции и высоты разрыва, от 260 до 300 м. Шрапнели активно применялись в 1941—1942 годах, позднее их использование было эпизодическим, главным образом для самообороны расчётов с установленным на разрыв при вылете из ствола взрывателем. С этой же целью применялась картечь Щ-350, содержавшая 549 пуль весом по 10 грамм, создающих зону поражения размером 50×200 м. 76-мм пушки обр. 1902/30 гг. позволяли использование картечи, в отличие от более поздних дивизионных орудий ЗиС-3 того же калибра — наличие дульного тормоза у последних исключало её применение по соображениям безопасности расчёта и из-за повреждений дульного тормоза картечными пулями.
Зажигательные снаряды также имелись нескольких разновидностей, в частности использовались термитные снаряды Погребнякова — Стефановича и снаряды с фосфорно-катушечным зажигательным составом. В 1930-х годах был начат выпуск снарядов З-350 с термитными сегментами, уложенными в три ряда по три сегмента. При разрыве снаряда сегменты воспламенялись и разлетались в радиусе 8 м, развивая при горении температуру до 2500°.
Осколочно-химические снаряды ОХ-350 снаряжались тротилом и отравляющими веществами типа Р-12 или Р-15. В таблицы стрельбы осколочно-химические снаряды не включались; чтобы иметь возможность их использования, форма и масса данных снарядов были идентичны осколочно-фугасным гранатам ОФ-350. В 1934 году проходила испытания ядовитая шрапнель, представлявшая собой пули весом в 2 и 4 грамма, в которые были запрессованы кристаллики ядовитого вещества. Испытания прошли успешно, но на вооружение ядовитая шрапнель не принималась.
|  | Слева: Выстрелы 76-мм дивизионной пушки обр. 1902/30 годов: 1. Выстрел 53-УБР-354А со снарядом 53-БР-350А (Тупоголовый с баллистическим наконечником трассирующий). 2. Выстрел 53-УБР-354Б со снарядом 53-БР-350Б (Тупоголовый с баллистическим наконечником с локализаторами трассирующий). 3. Выстрел 53-УБР-354П со снарядом 53-БР-350П (Подкалиберный бронебойный снаряд трассирующий «Катушечного» типа). 4. Выстрел 53-УОФ-354М со снарядом 53-ОФ-350 (Стальной осколочно-фугасный снаряд). 5. Выстрел 53-УШ-354Т со снарядом 53-Ш-354Т (Шрапнель с трубкой Т-6) Справа: Бронебойные 76 мм снаряды в разрезе: 1. 53-БР-350А. 2. 53-БР-350БСП. 3. 53-БР-350П. |

К концу 1930-х годов орудие устарело, перестав отвечать возросшим требованиям к углам горизонтальной наводки и максимальной скорости буксировки, что привело к разработке новых типов дивизионных пушек и прекращению производства 76-мм пушки обр. 1902/30 гг. с 1937 года.
76-мм пушки образца 1902/30 годов серийно производились с 1931 по 1937 год, кроме того, осуществлялась и переделка пушек образца 1902 года в модернизированный вариант. Новые орудия с длиной ствола в 30 калибров выпускались только в 1931 году. На горьковском заводе № 92 это орудие получило индекс Ф-10. Точное число произведённых и переделанных орудий неизвестно.
До начала поступления в войска новых 76-мм пушек образца 1936 года и образца 1939 года, 76-мм пушки образца 1910/30 годов составляли основу советской дивизионной пушечной артиллерии (также на вооружении находились 76-мм дивизионные пушки обр. 1933 г., но их выпуск ограничился малой серией). Орудия этого типа принимали активное участие во многих предвоенных вооружённых конфликтах с участием СССР — в боях у озера Хасан, на реке Халхин-Гол, в советско-финской войне. Потери пушек в этих боях были относительно невелики — так, в ходе боёв на Халхин-Голе было потеряно 11 пушек образца 1902/30 годов, в том числе 2 пушки безвозвратно, финские войска захватили в качестве трофеев Зимней войны 32 пушки этого типа.
На момент начала Великой Отечественной войны в войсках находилось, по разным данным, 4356 или 2411 76-мм дивизионных пушек обр. 1902/30 гг. Для сравнения на тот же момент в Красной армии насчитывалось 2844 76-мм пушек образца 1936 года и 1179 76-мм пушек образца 1939 года. В западных военных округах находились 1164 пушки образца 1902/30 годов, 2300 пушек образца 1936 года и 256 пушек образца 1939 года. В 1941—1942 годах эти орудия часто встречались в войсках, позднее из-за больших потерь и массового поступления в войска новых дивизионных орудий УСВ-БР (модификация военного времени пушки образца 1939 года) и ЗИС-3 пушки образца 1902/30 годов применялись ограниченно. Имеются сведения об использовании 76-мм дивизионных пушек обр. 1902/30 гг. с длиной ствола в 30 калибров в качестве полковых орудий.

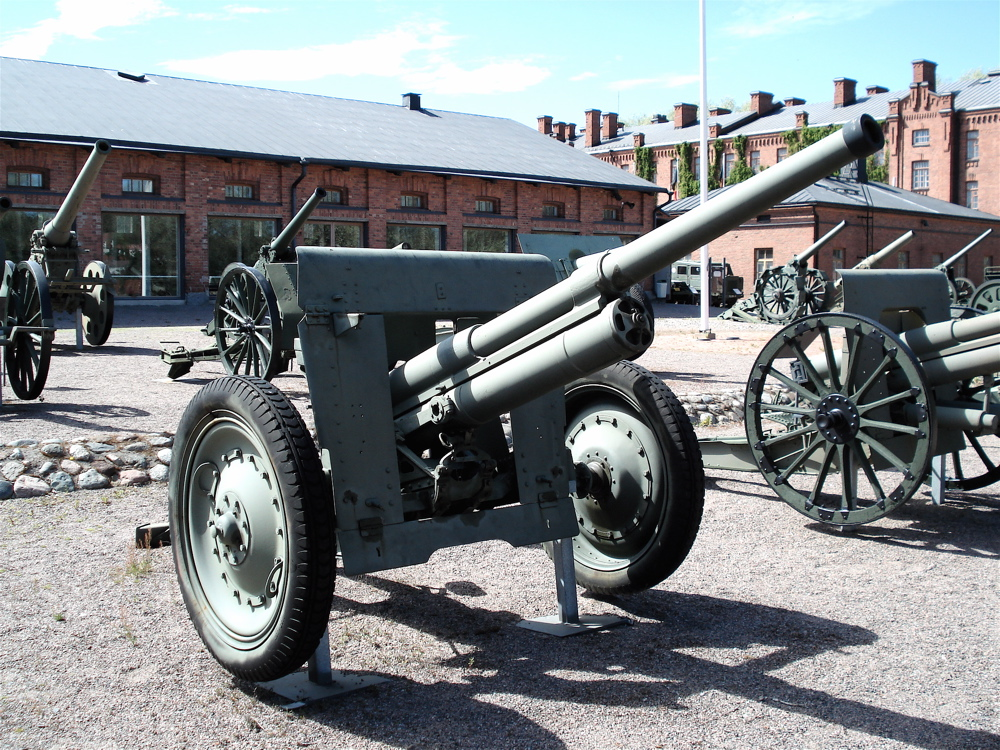
76-мм дивизионная пушка образца 1902/30 годов, финская модернизация (колёса заменены на металлические)

Достоверно известно об использовании трофейных орудий данного типа немецкой и финской армиями.
Вермахт в 1941—1942 годах захватил в исправном состоянии не менее 110 пушек образца 1902/30 годов. 
Финская армия захватила 32 пушки этого типа в ходе Зимней войны, а также ещё 103 орудия в 1941 году. Интересно, что финнам главным образом достались орудия с длиной ствола в 30 калибров, тогда как пушек с 40-калиберными стволами было захвачено всего 10 штук. Финская армия присвоила орудиям индексы 76 K/02-30 и 76 K/02-40 и активно использовала их в боевых действиях, чему в немалой степени способствовало наличие большого количества боеприпасов (финские войска имели на вооружении значительное количество оригинальных 76-мм дивизионных пушек обр. 1902 г.). После окончания войны, пушки служили в финской армии до 1990-х годов, преимущественно как учебные. На некоторых орудиях деревянные колёса были заменены на металлические с резиновыми шинами.
К середине 1930-х годов стало очевидным, что несмотря на проведённую модернизацию, 76-мм дивизионная пушка обр. 1902/30 гг. устарела и не удовлетворяет современным требованиям, а её потенциал по дальнейшему совершенствованию исчерпан. Как следствие, началось проектирование новых дивизионных орудий современной конструкции, завершившееся принятием на вооружение 76-мм пушки образца 1936 года (Ф-22), которая и заменила в производстве пушку образца 1902/30 годов.

### Развитие в межвоенный период
После окончания Первой мировой войны в военных кругах Великобритании, Германии, Франции и США возобладало мнение о бесперспективности полевых дивизионных пушек, в связи с чем работы по созданию новых орудий этого типа были прекращены, а конструкторская деятельность была сосредоточена на создании дивизионных гаубиц. Но даже в тех странах, где было отдано предпочтение гаубичной дивизионной артиллерии, имеющиеся дивизионные пушки с вооружения не снимались и в ряде случаев подвергались модернизации. В Италии и Японии развитие дивизионных пушек было продолжено.
| Характеристика                        | обр. 1936 г. (Ф-22)                       | обр. 1902/30 гг.                          | обр. 1939 г. (УСВ)                        | M1897A4                   | F.K.38              | Mle 1897/33 | Cannone da 75/32               | Obice da 75/18                 | Тип 90 моторизованный вариант | Тип 95 |
| ------------------------------------- | ----------------------------------------- | ----------------------------------------- | ----------------------------------------- | ------------------------- | ------------------- | ----------- | ------------------------------ | ------------------------------ | ----------------------------- | ------ |
| Страна                                | Союз Советских Социалистических Республик | Союз Советских Социалистических Республик | Союз Советских Социалистических Республик | Соединённые Штаты Америки | Нацистская Германия | Франция     | Королевство Италия (1861—1946) | Королевство Италия (1861—1946) | Япония                        | Япония |
| Калибр, мм/длина ствола, клб.         | 76/50                                     | 76/40                                     | 76/40                                     | 75/36                     | 75/34               | 75/36       | 75/32                          | 75/18                          | 75/38                         | 75/31  |
| Масса в боевом положении, кг          | 1620                                      | 1350                                      | 1485                                      | 1600                      | 1380                | 1500        | 1200                           | 1050                           | 1600                          | 1107   |
| Максимальный угол ВН, град.           | 75                                        | 37                                        | 45                                        | 49                        | 45                  | 50          | 45                             | 45                             | 43                            | 43     |
| Максимальный угол ГН, град.           | 60                                        | 5                                         | 56,5                                      | 60                        | 55                  | 58          | 50                             | 50                             | 50                            | 50     |
| Масса осколочно-фугасного снаряда, кг | 6,2                                       | 6,2                                       | 6,2                                       | 6,6                       | 5,6                 | 6,6         | 6,35                           | 6,35                           | 6,6                           | 6,3    |
| Начальная скорость снаряда, м/с       | 690                                       | 655                                       | 655                                       | 596                       | 580                 | 580         | 624                            | 425                            | 683                           | 500    |
| Максимальная дальность стрельбы       | 13 630                                    | 13 000                                    | 13 290                                    | 12 796                    | 11 300              | 11 100      | 12 500                         | 9 560                          | 13 890                        | 10 970 |

Во Франции считали почти идеальной конструкцию пушки Mle 1897, хотя и созданной ещё до наступления 20-го в., однако хорошо показавшей себя во время Первой мировой войны. Модернизация коснулась только лафета, обеспечив в варианте Mle 1897/33 большой угол горизонтальной наводки и возможность скоростной буксировки мехтягой. Сохранение исходной баллистики сделало французскую пушку наиболее слабой и недальнобойной на фоне более поздних аналогов. Были также разработки нового орудия Шнейдера с длиной ствола 40 калибров, более тяжёлым снарядом (7,2 кг) и высокой начальной скоростью (670 м/с), которое обеспечивало рекордную для этого класса дальнобойность (до 14 км). Однако отказ от уже зарекомендовавшей себя системы был признан нецелесообразным. Многие страны (особенно недостаточно промышленно развитые, такие как Польша), продолжали использовать французскую пушку Mle 1897 в варианте исходном или модернизированном самими французами, либо модернизировали собственными силами.
В том числе, в США была произведена модернизация 75-мм пушки M1897, представлявшей собой вариант французской пушки Mle 1897. Модернизация заключалась в установке качающейся части орудия на новый лафет с раздвижными станинами. Орудие, принятое на вооружение как М1897А4, при близкой к 76-мм дивизионной пушке обр. 1902/30 гг. максимальной дальности стрельбы, намного превосходила старое русское орудие по подвижности и углу горизонтального наведения, но было на 250 кг тяжелее и имело меньшую начальную скорость снаряда.
В Германии фирма Круппа в 1938 году по заказу Бразилии создала 75-мм полевую пушку. До начала войны заказчику были отгружены 64 орудия, остальные 80 были реквизированы вермахтом и поступили на вооружение под индексом 7,5 cm F.K.38. По сравнению с Ф-22 данное орудие имело более слабую баллистику (начальная скорость меньше на 110 м/с), к тому же оно стреляло более лёгким снарядом. Вес немецкой пушки был на 240 кг меньше, чем вес Ф-22.
В Италии в 1937 году была принята на вооружение 75-мм пушка Cannone da 75/32 Modello 37. При более слабой баллистике (начальная скорость при почти равном весе снаряда меньше на 59 м/с, дальнобойность также уступает более чем на 1 км) итальянская пушка была легче советской на 420 кг. Сравнение Ф-22 с другим итальянским 75-мм дивизионным орудием Obice da 75/18 Modello 35 некорректно, так как это итальянское орудие создавалось как горное, и по баллистике ближе скорее к полковым. При существенно более слабой баллистике (начальная скорость меньше на 265 м/с, более чем в полтора раза, дальность стрельбы — на 4 км, тоже примерно в полтора раза) итальянское орудие весило заметно меньше советского, на 570 кг, но для своего класса оно было избыточно тяжёлым: близкие по баллистике полковые и горные орудия того периода, как правило, в полтора-два раза легче.
На дальности, близкие к предельным, дивизионные пушки данного калибра стреляли редко — на таких расстояниях наблюдение за разрывами 76-мм снарядов затруднительно, что осложняет корректировку огня; кроме того, при стрельбе на большие дистанции резко увеличивалось рассеивание снарядов, и соответственно резко снижалась точность огня.

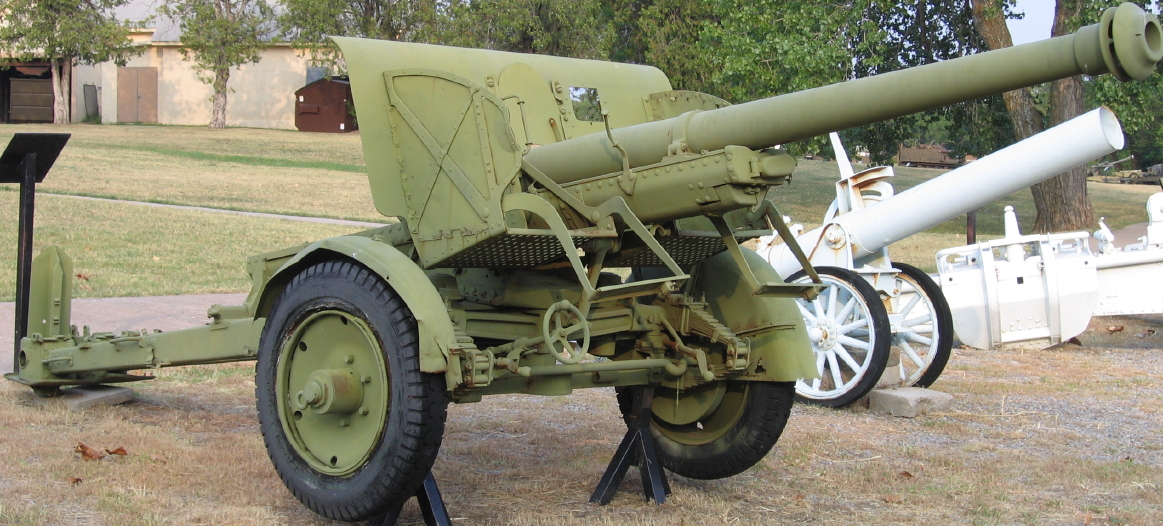
75-мм японская пушка Тип 90 «моторизованый» вариант

В Японии в 1932 году была запущена в производство 75-мм пушка Тип 90. По своим характеристикам она была близка к Ф-22, несколько уступая по максимальному углу ГН, но немного превосходя советскую пушку по весу снаряда и максимальной дальности стрельбы. Вес обоих орудий был примерно равным (неподрессоренный вариант японской пушки с деревянными колёсами был на 200 кг легче, но этот вариант заметно терял в подвижности). Кроме того, в Японии с 1935 года производилась 75-мм пушка Тип 95, предназначенная для кавалерийских подразделений. Она была легче Ф-22 на 500 кг за счёт меньшей длины ствола, более слабой баллистики (дальнобойность уменьшилась на 3км) и увеличенной длины отката ствола, и снабжалась деревянными колесами без подрессоривания, что снижало её подвижность

.
В Швеции фирма «Бофорс» разработала 75-мм пушку с весьма высокими баллистическими данными при достаточно среднем весе. Однако массового спроса на это изделие не было, так как большинство стран отдавало предпочтение собственным разработкам
История развития артиллерийского вооружения в СССР с конца 1920-х по конец 1930-х годов была насыщена различными недостаточно продуманными экспериментами и кампаниями, активно поддерживаемыми М. Н. Тухачевским. С 1931 года он занимал пост начальника вооружений РККА, а в 1934 году стал заместителем народного комиссара обороны по вооружению. На этих должностях у него имелись все возможности по определению политики в области развития перспективных артиллерийских систем. Наиболее затратными были бесполезная в итоге кампания по перевооружению РККА динамореактивными (безоткатными) орудиями Курчевского и длительные бессмысленные работы по полигональным снарядам. Ещё одним примером такого рода деятельности М. Н. Тухачевского в области артиллерийского вооружения стало создание универсальной дивизионной пушки.

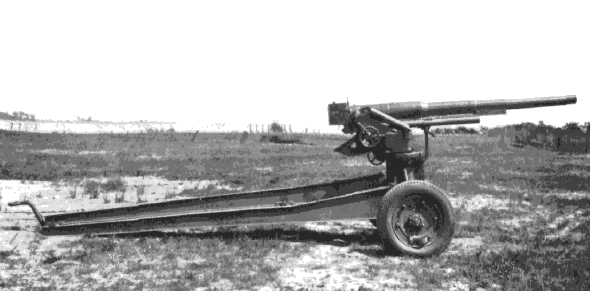
75-мм опытная пушка T3

Концепция универсальной пушки, одновременно сочетавшей в себе качества зенитного и дивизионного орудия, активно обсуждалась артиллерийскими специалистами разных стран в 1920—1930-х годах. Наибольшую популярность такая концепция приобрела в США, где в конце 1920-х годов были созданы 75-мм универсальные пушки T2 и T3. Однако после проведённых испытаний опытных образцов этих орудий было решено отказаться от принятия их на вооружение ввиду чрезмерной сложности. Более того, результаты испытаний привели американских военных к признанию самой концепции универсальных дивизионных пушек ошибочной, следствием чего стало прекращение их дальнейшего развития в США. Работы по 75-мм универсальной пушке велись и чехословацкой фирмой «Шкода» (в частности, созданная этой фирмой 75-мм пушка M.28 имела максимальный угол вертикального наведения 80°). Некоторые 75-мм пушки, созданные в те же годы французской фирмой «Шнейдер» и английской «Виккерс-Армстронг», также позиционировались как универсальные. Но по своей конструкции и основному назначению они представляли собой типичные зенитные орудия.
Заинтересовавшись концепцией универсального орудия, М. Н. Тухачевский в 1927 году на подмосковном полигоне в Кунцево предложил совместить 76-мм полковую пушку обр. 1927 г. с зенитной. 9 апреля 1928 года от него поступает новая директива: «Поставить вопрос о совмещении зенитной пушки с противотанковой». Эти предложения не были реализованы, что позволило советской полковой и противотанковой артиллерии избежать негативных для её боеспособности и развития последствий. Однако дивизионная артиллерия стала полигоном для испытаний продвигаемой Тухачевским концепции универсализма.
В 1931 году Тухачевский приказывает начать работы по созданию универсальных (с круговым обстрелом) и полууниверсальных (предназначенных для «ведения заградительного зенитного огня») дивизионных пушек. Их проектированием были заняты все артиллерийские конструкторские бюро (КБ) СССР, в частности, КБ завода «Красный путиловец», КБ завода № 8, ГКБ-38, КБ завода № 92.
Первая универсальная пушка завода «Красный Путиловец» была изготовлена в 1932 году. Орудие стреляло новыми, более мощными выстрелами и получилось очень тяжёлым — 3470 кг, в связи с чем дальнейшие работы над ним были прекращены. В 1933 году КБ завода под руководством И. А. Маханова создало 76-мм универсальные пушки Л-2 и Л-3 с длиной ствола 60 и 45 калибров соответственно. Последняя проходила испытания в 1934—35 годах, но ни она, ни Л-2 на вооружение не принимались. Также в 1935 году был изготовлен и испытан опытный образец 76-мм полууниверсальной пушки Л-4.
Параллельно с модернизацией 76-мм пушки образца 1902 года в начале 1930-х годов велись изыскания по дальнейшему увеличению дальности стрельбы дивизионных орудий. Их итогом стало принятие на вооружение 76-мм дивизионной пушки обр. 1933 г., которая являлась наложением ствола длиной в 50 калибров на лафет 122-мм гаубицы обр. 1910/30 гг. Однако начавшееся в 1934 году производство данного орудия имело мелкосерийный характер и завершилось в 1936 году после выпуска порядка 200 орудий.
Дальнейшее развитие советских дивизионных пушек пошло по двум направлениям. Была предпринята попытка дальнейшего увеличения дальности стрельбы путём установки удлинённого до 50 калибров 76-мм ствола на лафет 122-мм гаубицы обр. 1910/30 гг. Созданная таким образом артиллерийская система, принятая на вооружение РККА как 76-мм пушка обр. 1933 г., обладала всеми недостатками пушки обр. 1902/30 гг., поскольку её лафет сохранил однобрусную конструкцию без подрессоривания колёсного хода. Кроме того, подвижность орудия по сравнению с 76-мм пушкой обр. 1902/30 гг. ухудшилась из-за возросшего на 250 кг веса. Поэтому серийный выпуск пушек обр. 1933 г. ограничился малой серией — около 200 орудий. Другим направлением стала попытка создания универсальных дивизионных пушек.
Широко известны советские артиллерийские системы дивизионного звена:
- 76-мм дивизионная пушка образца 1936 года (Ф-22) — Ф-22, индекс ГАУ — 52-П-363А
- 76-мм дивизионная пушка образца 1939 года (УСВ) — УСВ, Ф-22-УСВ, индекс ГАУ — 52-П-254Ф
- 76-мм дивизионная пушка образца 1942 года (ЗИС-3) — ЗИС-3, Индекс ГАУ — 52-П-354У

### 76-мм дивизионная пушка образца 1936 года (Ф-22)
В 1933 году на заводе № 8 им. Калинина организованная ОГПУ из арестованных инженеров «спецгруппа» в КБ предприятия разработала 76-мм полууниверсальную пушку 25-К. В 1934—35 годах это орудие проходило полигонные испытания. Впоследствии на его базе в 1935 году создали пушку 31-К. Она не выдержала испытаний вследствие плохой кучности стрельбы и слишком большого веса орудия, составлявшего 1729 кг. Та же участь постигла и пушку 32-К — дальнейшее развитие 31-К. Три изготовленных опытных образца пушки 32-К поступили в конце 1935 года на полигонные испытания, выявившие ряд недостатков их конструкции. Работы по доводке орудия были прекращены в связи с принятием на вооружение пушки Ф-22. Пушки 25-К, 31-К и 32-К имели однобрусный лафет и поддон.
ГКБ-38 (конструкторское бюро завода № 32) под руководством С. Е. Рыковского разработало 76-мм универсальную пушку А-52 и полууниверсальную пушку А-51. Обе артиллерийские системы были спроектированы в 1933 году, имели однобрусный лафет, поддон и баллистику 76-мм зенитной пушки обр. 1915/28 гг. В том же году ГКБ-38 было ликвидировано, а его помещения и оборудование переданы конструкторскому бюро, занимавшемуся проектированием безоткатных орудий. Несмотря на это, разработки ГКБ-38 были реализованы в металле. Заводы № 8 и 92 построили по опытному образцу пушек А-52 и А-51 соответственно, причём последняя получила от изготовителя «свой» заводской индекс Ф-20. В начале 1935 года А-51 и А-52 отправили на полигонные испытания. Испытания последнего завершились неудачно.
Конструкторское бюро горьковского завода № 92 («Новое Сормово») было создано в январе 1934 года под руководством В. Г. Грабина и состояло из сотрудников ликвидированного ГКБ-38. На первом этапе КБ занималось доработкой пушки А-51 (Ф-20); однако это орудие по своим характеристикам не удовлетворяло Грабина. Он начал проектирование новой артиллерийской системы, получившей заводской индекс Ф-22. Директор завода Л. А. Радкевич выступал против этого, полагая главной задачей КБ сопровождение производства; разрешение на создание орудия было получено Грабиным в Главном военно-мобилизационном управлении в обход директора завода. Проектирование Ф-22 было завершено к началу 1935 года.
Три опытных образца Ф-22 были изготовлены на заводе № 92 в апреле 1935 года, причём два орудия имели складные (ломающиеся) станины, а одно — обычные. Все опытные экземпляры имели дульный тормоз и удлинённую камору под новый патрон. Для Ф-22 были специально разработаны новые снаряды массой 7,1 кг, которыми она стреляла с начальной скоростью 710 м/с на максимальную дальность 14 060 м. 8 мая 1935 года были начаты заводские испытания, 9 июня того же года опытные образцы были доставлены под Москву на Софринский полигон. 14 июня опытные образцы Ф-22 вместе с другими образцами универсальных и полууниверсальных дивизионных пушек приняли участие в показе образцов артиллерийского вооружения высшему руководству страны во главе с И. В. Сталиным. Опытный образец Ф-22 с обычными станинами произвёл на Сталина хорошее впечатление и был отправлен на полигонные испытания, которые закончились 16 декабря 1935 года. В начале июля 1935 года завод № 92 получил срочный правительственный заказ на изготовление опытно-валовой партии Ф-22 из 10 орудий в течение 4 месяцев. В марте 1936 четыре пушки поступили на войсковые испытания, завершившиеся 22 апреля 1936 года. На них был выявлен ряд недостатков орудия, но, несмотря на это, 11 мая того же года Ф-22 была принята на вооружение под наименованием «76-мм дивизионная пушка обр. 1936 г.» и запущена в серийное производство.

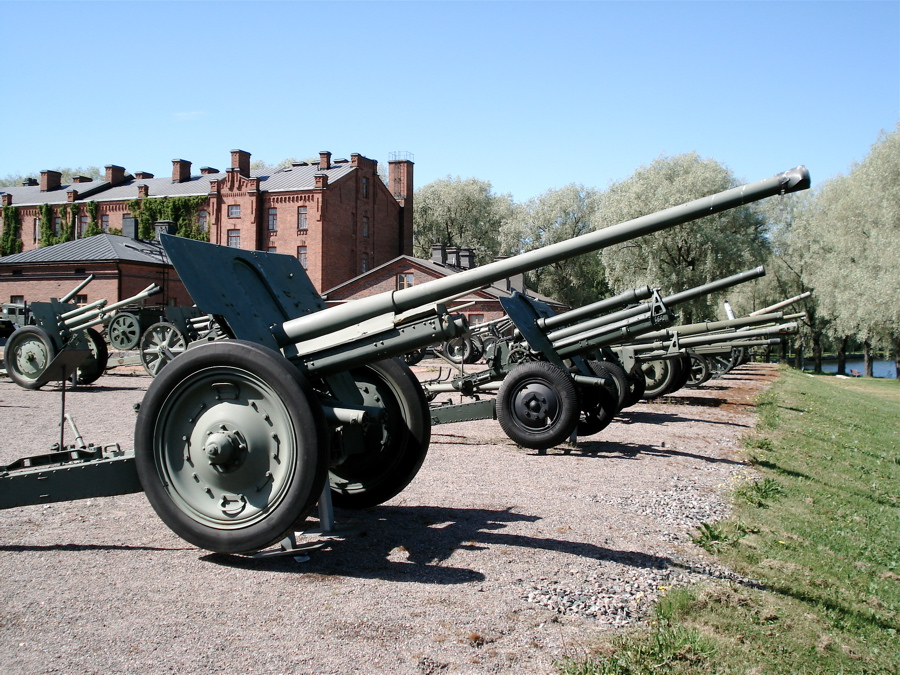
Ф-22 и УСВ (на заднем плане)

По сравнению с опытными образцами серийные орудия имели ряд существенных отличий. В частности, был исключён дульный тормоз (по мнению заказчика, он сильно демаскировал пушку поднимаемыми клубами пыли), а также принята камора под гильзу образца 1900 года. В то время Главное артиллерийское управление (ГАУ) не было готово перейти на другую гильзу (или другой калибр) дивизионных пушек, поскольку на складах оставались очень большие запасы 76-мм выстрелов с гильзой обр. 1900 г., выпущенных в период Первой мировой войны в Российской империи или импортированных из зарубежных стран. Переход на новый, более мощный выстрел в то время, несмотря на все предоставляемые им преимущества, считался неприемлемым по экономическим соображениям. В то же время спроектированная под более мощную баллистику Ф-22 имела большой запас прочности и, как следствие, потенциальную возможность стрельбы с более высокой начальной скоростью снаряда по сравнению со штатным выстрелом.
Выстрелы орудия комплектовались в виде унитарного патрона. С целью возможности использования большого имеющегося количества ранее заскладированных боеприпасов камора Ф-22 была оставлена той же, что и у предшествующей дивизионной пушки образца 1902/30 годов.
Латунная или стальная гильза унитарного патрона образца 1900 года массой 1,55 или 1,45 кг соответственно имела длину 385,3 мм и диаметр фланца 90 мм. Заряд 54-Ж-354 состоял из 1,08 кг пороха марок 4/1 или 9/7. Для старых гранат и некоторых шрапнелей использовался заряд 54-Ж-354А весом 0,9 кг пороха марки 7/7. Подкалиберные и кумулятивные снаряды также применялись со своими собственными специальными зарядами. Также орудие могло стрелять всем ассортиментом выстрелов к 76-мм полковой пушке обр. 1927 г. — заряд этих выстрелов считался для дивизионных пушек штатным уменьшенным.
Во время войны ограниченно применялись боеприпасы раздельного заряжания. Они укомплектовывались укороченными (обрезанными) гильзами, которые были отбракованы по состоянию дульца.

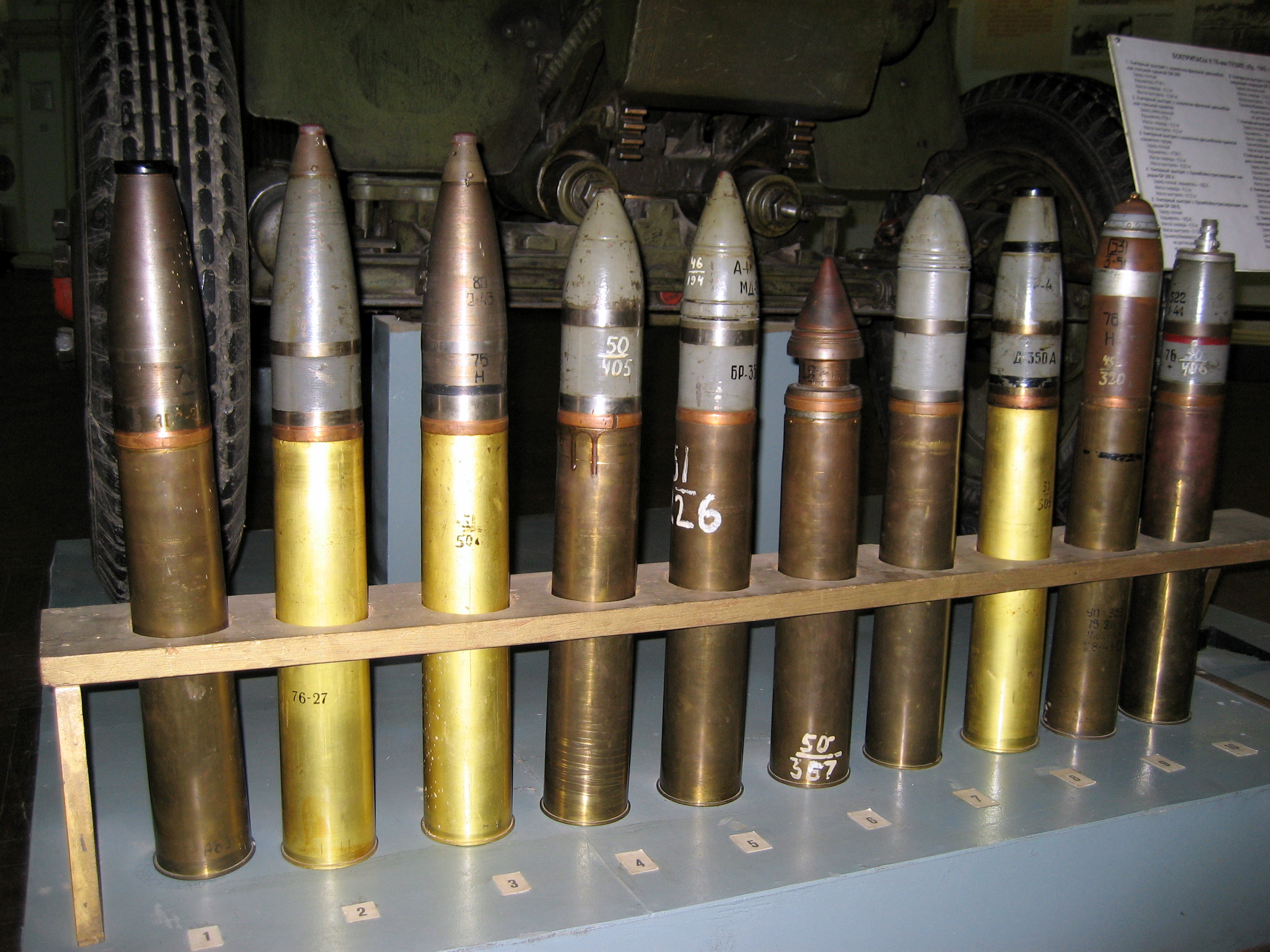
Выстрелы, используемые Ф-22

На начало Великой Отечественной войны боекомплект Ф-22 включал единственный тип бронебойного снаряда — БР-350А. Позднее на вооружение был принят более технологичный и эффективный снаряд с кольцевыми канавками (локализаторами) БР-350Б и его сплошной вариант (без заряда взрывчатого вещества) БР-350СП. Благодаря большей примерно на 30 м/с начальной скорости по сравнению с дивизионными пушками с длиной ствола 40 калибров (обр. 1902/30 гг., УСВ, ЗИС-3) бронепробиваемость Ф-22 была несколько выше.
Кумулятивные снаряды, имевшие бронепробиваемость до 100 мм, появились в боекомплекте дивизионных орудий с конца 1944 года, а до этого времени при борьбе с танками использовались либо обычные бронебойные, либо подкалиберные снаряды. В начальный период войны из-за нехватки бронебойных снарядов против бронированных целей зачастую применялась шрапнель, поставленная «на удар». Бронепробиваемость таких «эрзац-бронебойных» боеприпасов составляла порядка 30 мм на дистанциях ближнего боя. Использование подкалиберных и кумулятивных снарядов из Ф-22 теоретически было возможно, но на практике из-за небольшого количества сохранившихся ко второй половине войны на фронте орудий этого типа сведений об их применении не имеется.
Наибольший ассортимент выстрелов имелся для фугасных и осколочно-фугасных снарядов по причине наличия большого количества старых гранат русского и французского производства. Также широкой была номенклатура шрапнельных боеприпасов. Снаряд ОФ-350 при установке взрывателя на осколочное действие при разрыве создавал 600—800 убойных осколков (весом свыше 1 г), создающих площадь сплошного поражения размером 8×5 м (поражается 90 % целей) и действительного поражения — размером 30×15 м (поражается 50 % целей). При установке взрывателя на замедленное действие создавалась воронка глубиной 30—50 см и диаметром 70—100 см.
Шрапнели имелись нескольких разновидностей. Наиболее распространённые пулевые шрапнели типа Ш-354 содержали 260 круглых пуль диаметром 12,7 мм и весом 10,7 г каждая. Размер зоны действительного поражения шрапнелью составлял по фронту 20 м, а в глубину, в зависимости от дистанции и высоты разрыва, от 260 до 300 м. Шрапнели активно применялись в 1941—1942 годах, позднее их использование было эпизодическим, главным образом для самообороны расчётов с установленным на разрыв при вылете из ствола взрывателем. С этой же целью применялась картечь Щ-350, содержавшая 549 пуль весом по 10 грамм, создающих зону поражения размером 50×200 м. 76-мм пушки обр. 1936 г. позволяли использование картечи, в отличие от более поздних дивизионных орудий ЗИС-3 того же калибра — наличие дульного тормоза у последних исключало её применение по соображениям безопасности расчёта и из-за повреждений дульного тормоза картечными пулями.
Зажигательные снаряды также имелись нескольких разновидностей, в частности использовались термитные снаряды Погребнякова — Стефановича и снаряды с фосфорно-катушечным зажигательным составом. В 1930-х годах был начат выпуск снарядов З-350 с термитными сегментами, уложенными в три ряда по три сегмента. При разрыве снаряда сегменты воспламенялись и разлетались в радиусе 8 м, развивая при горении температуру до 2500°.
Осколочно-химические снаряды ОХ-350 снаряжались тротилом и отравляющими веществами типа Р-12 или Р-15. В таблицы стрельбы осколочно-химические снаряды не включались; чтобы иметь возможность их использования, форма и масса данных снарядов были идентичны осколочно-фугасным гранатам ОФ-350. В 1934 году проходила испытания ядовитая шрапнель, представлявшая собой пули весом в 2 и 4 грамма, в которые были запрессованы кристаллики ядовитого вещества. Испытания прошли успешно, но на вооружение ядовитая шрапнель не принималась.
|  | Слева: Выстрелы 76-мм дивизионной пушки обр. 1936 года: 1. Выстрел УБР-354А со снарядом БР-350А (Тупоголовый с баллистическим наконечником трассирующий). 2. Выстрел УБР-354Б со снарядом БР-350Б (Тупоголовый с баллистическим наконечником с локализаторами трассирующий). 3. Выстрел УБР-354П со снарядом БР-350П (Подкалиберный бронебойный снаряд трассирующий «катушечного» типа). 4. Выстрел УОФ-354М со снарядом ОФ-350 (Стальной осколочно-фугасный снаряд). 5. Выстрел УШ-354Т со снарядом Ш-354Т (Шрапнель с трубкой Т-6) 6. Выстрел УД-354 со снарядом Д-350 (Стальной дымовой снаряд) Справа: Бронебойные 76 мм снаряды в разрезе: 1. БР-350А. 2. БР-350БСП. 3. БР-350П. |

| Производство 76-мм дивизионных пушек обр. 1936 г., шт. |      |      |      |       |
| 1936                                                   | 1937 | 1938 | 1939 | Всего |
| 10                                                     | 417  | 1002 | 1503 | 2932  |

76-мм пушка обр. 1936 г. предназначена для:
- уничтожения живой силы противника, не находящейся за укрытием;
- подавления и уничтожения огневых средств противника;
- борьбы с мотомеханизированными боевыми средствами противника;
- разрушения проволочных заграждений;
- подавления и уничтожения артиллерии противника.

Впервые Ф-22 пошли в бой во время конфликтов у озера Хасан и на реке Халхин-Гол. Пушка приняла активное участие и в советско-финской войне 1939—1940 годов, в частности на 8 февраля 1940 года в артиллерии Северо-Западного фронта имелось 480 76-мм дивизионных пушек, главным образом — Ф-22.
На 22 июня 1941 года в Красной армии имелось, по разным данным, 3041 или 2868 76-мм пушек обр. 1936 г., из них в западных военных округах — 2300 орудий. Наиболее активно Ф-22 использовались в 1941 году; в дальнейшем, вследствие больших потерь их число в войсках сильно сократилось, но в небольших количествах они применялись и позднее — так, в Курской битве участвовало 2 истребительно-противотанковых полка, вооружённых этими орудиями, переброшенными с Дальнего Востока. Известен пример использования Ф-22 на Ленинградском фронте, в составе 705-го истребительно-противотанкового полка в январе 1944 года
В годы войны 76-мм пушка обр. 1936 г. использовалось как полевая пушка, реже — как противотанковая и никогда — как зенитная (в документах периода войны о зенитных возможностях орудия не упоминалось).
Ф-22 была запущена в валовое производство на трёх заводах: № 92, Кировском и Уральском заводе тяжёлого машиностроения (УЗТМ). Освоение пушки в производстве шло тяжело, как по причине её значительно более сложной конструкции по сравнению с предыдущими орудиями аналогичного класса, так и потому, что пушка имела массу дефектов и постоянно совершенствовалась. В частности, в 1937 году испытывались Ф-22 «полуторной очереди», имевшие литой нижний станок, усиленную обойму люльки и ряд других изменений, а также орудие «второй очереди», имевшее клёпаные верхний и нижний станки, сниженную на 35 мм линию огня, изменённый поворотный механизм. Первые 10 предсерийных орудий были выпущены в 1936 году, а в конце 1939 года серийное производство Ф-22 было прекращено в связи с принятием на вооружение нового орудия — 76-мм дивизионной пушки образца 1939 года (УСВ), также разработки КБ Грабина.
Военное руководство достаточно быстро разочаровалось в Ф-22 — уже в ходе серийного производства пушка была отправлена на повторные войсковые испытания, а уже в марте 1937 года были выданы тактико-технические требования на новое дивизионное орудие. После завершения его разработки серийное производство Ф-22, продолжавшееся фактически лишь 3 года, было прекращено. Сменившая Ф-22 в производстве 76-мм пушка обр. 1939 г. (УСВ) за счёт уменьшения длины ствола и максимального угла ВН была легче на 135 кг и короче в походном положении более чем на метр, при том что её баллистические характеристики изменились несущественно.
Произведённые орудия приняли активное участие в предвоенных конфликтах и Великой Отечественной войне. Многие орудия этого типа стали трофеями немецкой, финской и румынской армий.
Многие орудия были модернизированы и активно использовались в качестве противотанковых пушек, как в буксируемом, так и в самоходном варианте.
В ходе боёв 1941—1942 годов вермахтом было захвачено в исправном состоянии большое количество (более 1250 шт.) Ф-22. Первоначально их использовали в качестве полевых орудий, присвоив индекс 7,62 cm F.K.296(r). В конце 1941 года немецкие инженеры, изучив орудие, выяснили, что оно имеет большие запасы прочности. Было принято решение переделать трофейные Ф-22 в противотанковые пушки 7,62 cm Pak 36(r), что позволило получить орудие с хорошей бронепробиваемостью, способное бороться с советскими танками Т-34 и КВ-1. Переделанные орудия использовались как на полевом лафете, так и устанавливались на самоходные артиллерийские установки. Pak 36(r) активно использовались вплоть до конца войны, в частности на 1 марта 1945 года в вермахте имелось ещё 165 таких орудий (на полевом лафете). Несколько десятков Pak 36(r) было захвачено советскими войсками в ходе Сталинградской битвы и направлено для использования в истребительно-противотанковые полки.
Финская армия использовала 86 трофейных Ф-22, из которых 37 было захвачено в ходе советско-финской войны 1939—40 годов, а 49 — в ходе Великой Отечественной войны. Орудие, получившее в финской армии индекс 76 K/36 и личное имя «Rotanhäntä», оценивалось финнами очень высоко вследствие современности конструкции и хорошей баллистики. К недостаткам были отнесены сложности с буксировкой орудия по пересечённой местности по причине низкого клиренса, неудобное расположение приводов вертикального и горизонтального наведения, а также недостаточно надёжная работа полуавтоматического затвора. Ф-22 оставались на складах финской армии вплоть до начала 1990-х годов. Некоторое количество Ф-22 было захвачено румынской армией; часть из них была использована для создания противотанковых самоходных артиллерийских установок TACAM T-60.

### 76-мм дивизионная пушка образца 1939 года (УСВ)
В 1937 году с идеями универсализма, как и со многими другими непродуманными экспериментами и кампаниями, было покончено; их апологеты лишились должностей, а в ряде случаев — и жизней. Военное руководство страны осознало, что армия перед надвигающейся мировой войной не имеет удовлетворительного дивизионного орудия, поскольку пушка образца 1902/30 годов явно устарела, а новая образца 1936 года имела ряд крупных недостатков. Самым простым решением в данной ситуации являлось создание нового, современного орудия с баллистикой пушки обр. 1902/30 гг., что позволяло использовать огромные запасы боеприпасов к этому орудию.

Выстрелы УСВ: 1 — с бронебойным снарядом 53-БР-350А, 2 — с бронебойным снарядом 53-БР-350Б, 3 — с подкалиберным снарядом 53-БР-354П, 4 — с осколочно-фугасным снарядом 53-ОФ-350, 5 — с шрапнелью 53-Ш-354Т, 6 — с дымовым 53-Д-350

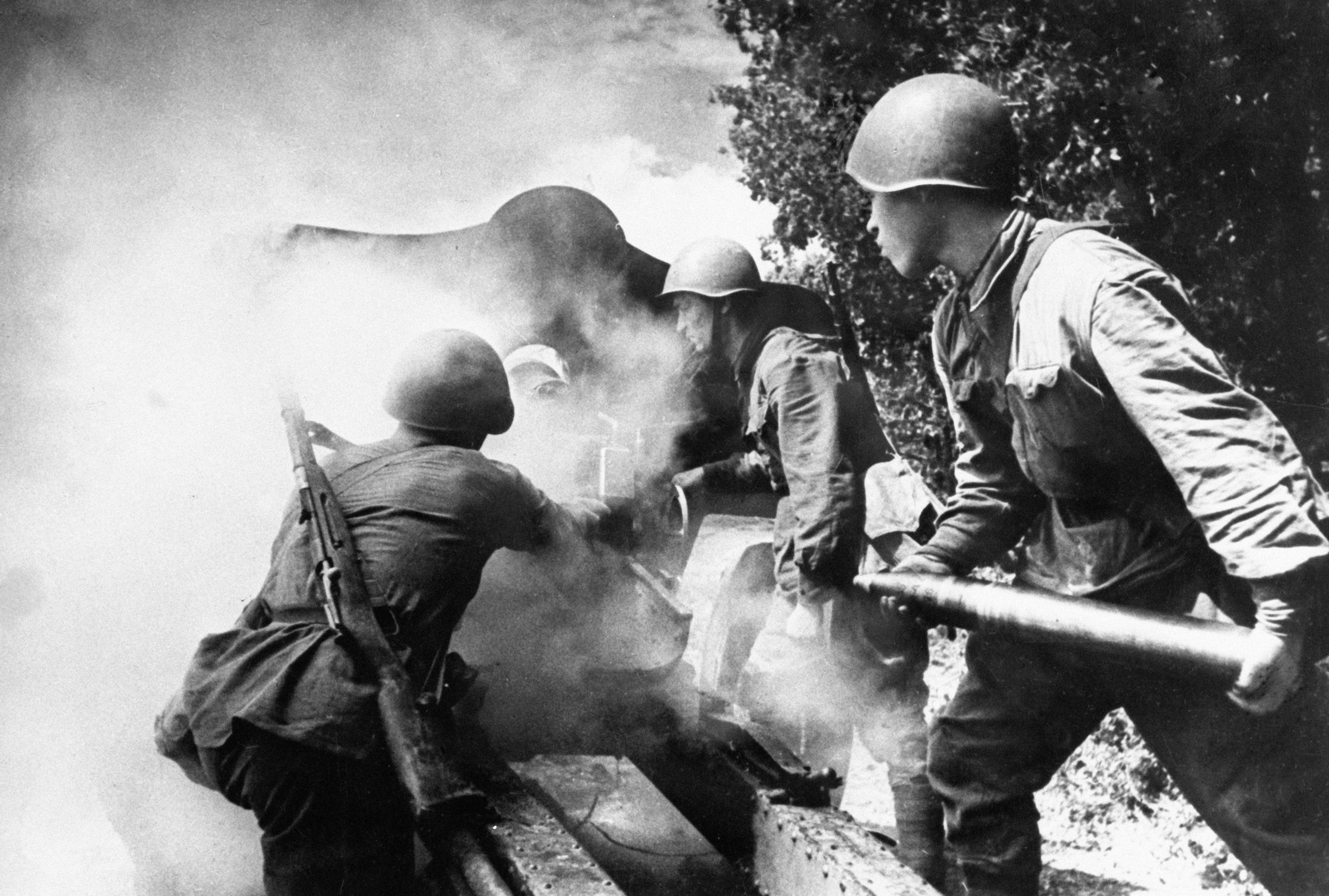
Артиллеристы ведут огонь по врагу из УСВ или ЗИС-22, 1941 год

В марте 1937 выдаются новые тактико-технические требования на дивизионное орудие: угол возвышения должен был составлять 45°, вес орудия в боевом положении — не более 1 500 кг. К работе над новым орудием приступили три артиллерийских КБ — Кировского завода под руководством И. А. Маханова, завода № 92 под руководством В. Г. Грабина, и ОКБ-43 (КБ АУ) под руководством М. Н. Кондакова. В своих мемуарах «Оружие Победы» Грабин утверждает, что узнал о заказе на новую пушку лишь в апреле 1938 года, что представляется сомнительным, учитывая его связи в артуправлении. Грабин срочно приступил к проектированию нового орудия, которому он по каким-то конъюнктурным соображениям присвоил индекс Ф-22-УСВ, имея в виду, что новое орудие — лишь капитальная модернизация Ф-22 (эту же версию он приводит и в мемуарах). На самом же деле конструктивно это было совершенно новое орудие.
В апреле—мае 1938 года на полигонные испытания вышла пушка Л-12 Кировского завода. Испытания она не выдержала и была отправлена на доработку. В августе того же года Л-12 прошла повторные полигонные испытания, по результатам которых была направлена на войсковые испытания. Пушка НДП ОКБ-43 вышла на полигонные испытания в апреле 1939 года, но не выдержала их. Заводские испытания УСВ были начаты в августе 1938 года, закончены в марте следующего. В марте — апреле 1939 года орудие прошло полигонные испытания.
С 5 июня по 3 июля 1939 года прошли войсковые испытания двух четырёхорудийных батарей пушек Л-12 и УСВ (интересно, что УСВ, поданные на войсковые испытания, имели угол возвышения 75°, хотя ТТТ прямо указывали угол возвышения 45°; вероятно, идеи универсализма не были ещё изжиты окончательно). Обе пушки войсковые испытания выдержали, для серийного производства была рекомендована УСВ как требующая меньших конструктивных доработок, в частности, у неё реже отмечались отказы полуавтоматики.
УСВ могла использовать все боеприпасы российской дивизионной и полковой артиллерии начиная с 1900 года. Кумулятивными снарядами комплектовались главным образом выстрелы полковой артиллерии (до конца 1944 года их применение в дивизионных орудиях было запрещено по причине несовершенства взрывателя и риска разрыва снаряда в стволе). Пробиваемость кумулятивного снаряда — около 70 мм (по другим данным — 100 мм при угле 90° и 60 мм при угле 60°). До 1942 по причине дефицита бронебойных снарядов рекомендовалось при стрельбе по танкам использовать шрапнель, поставленную «на удар». Бронепробиваемость при этом составляла около 30 мм.
По сравнению с Ф-22 новое орудие УСВ было безусловно более сбалансированным. Однако, созданное в спешке, оно всё ещё несло в себе следы универсализма. Спроектированная под угол возвышения 75° (хотя и уменьшенный затем до 45°), пушка УСВ имела слишком большие габариты, особенно по высоте. Её масса также была достаточно большой, что негативно сказывалось на мобильности орудия. Размещение прицела и механизмов наведения по разные стороны ствола затрудняло использование орудия как противотанкового. Недостатки орудия привели к замене его более удачной и технологичной пушкой ЗИС-3.
Серийное производство УСВ началось в 1939 году на заводе № 92. В том году было выпущено 140 орудий, в 1940 году — 1 010. В начале 1941 года УСВ была снята с производства. Это решение объяснялось двумя причинами: во-первых, был полностью выполнен мобилизационный план по дивизионным пушкам (мобилизационный резерв на 1 июня 1941 года составлял 5 730 пушек, в наличии же было 8 513 пушек); во-вторых, планировался переход на дивизионные пушки более крупного калибра (107-мм дивизионная пушка образца 1940 года (М-60) уже была запущена в серийное производство). Однако этот резерв не был достаточным.
С началом войны, согласно мобилизационному плану, производство УСВ было вновь развёрнуто на заводах № 92 и «Баррикады». В 1941 было выпущено 2 616 пушек, в 1942 — 6 046 этих орудий. Производство УСВ было прекращено в конце 1942 года по причине принятия на вооружение новой дивизионной пушки 76-мм дивизионная пушка образца 1942 года (ЗИС-3), имеющей ряд преимуществ перед УСВ. Вытеснение УСВ из производства происходило постепенно, в частности, завод № 92 продолжал выпуск УСВ и в 1942 году (выпущено 706 орудий), хотя в конце лета 1941 года на этом заводе уже выпускалась ЗИС-3.
На 1 июня 1941 года в РККА имелось 1 170 таких пушек. Орудие использовалось как дивизионное и противотанковое. В 1941—1942 годах эти пушки понесли значительные потери, оставшиеся продолжали использоваться до конца войны.
В стрелковой дивизии штата 1939 года имелся лёгкий артиллерийский полк в составе дивизиона 76-мм пушек (три батареи по четыре орудия) и двух смешанных дивизионов (две батареи 122-мм гаубиц и одна батарея 76-мм пушек). Итого в дивизии имелось двадцать 76-мм дивизионных пушек. В июле 1940 года дивизион 76-мм пушек исключается, в дивизии остаётся только восемь пушек. В марте 1942 года добавляется третий дивизион из батареи 76-мм пушек и батареи 122-мм гаубиц, пушек становится двенадцать.
В гвардейских стрелковых дивизиях с декабря 1942 артполк имел три дивизиона по две батареи 76-мм пушек (двадцать четыре орудия). В декабре 1944 года вводится новый штат гвардейских стрелковых дивизий, вводящий артиллерийскую бригаду из трёх артиллерийских полков, в том числе лёгкий артиллерийский (20 орудий). В июне 1945 года на этот штат перевели все стрелковые дивизии.
В стрелковых бригадах с 1939 года также имелось восемь дивизионных орудий, в мотострелковых и механизированных бригадах — двенадцать орудий.
В моторизованной дивизии в 1939-1941 года также имелось восемь дивизионных пушек.
В кавалерийских дивизиях в 1939—1941 имелось также восемь дивизионных пушек, с августа 1941 до лета 1942 года кавалерийские дивизии артиллерии не имели. Летом 1942 в кавдивизиях снова появляется восемь 76-мм дивизионных пушек.
В кавалерийских корпусах со второй половины 1942 года имелся артиллерийский дивизион (двенадцать орудий). В танковых и артиллерийских корпусах 76-мм пушки появились в конце 1944 года (лёгкий артиллерийский полк из 24 орудий).
Также УСВ входили в состав артиллерии резерва Главного Командования (РГК): артиллерийских бригад противотанковой обороны (двадцать четыре орудия), с 1942 года — шестнадцать орудий (истребительно-противотанковые бригады), лёгких артиллерийских бригад (шестьдесят—семьдесят два орудия), артиллерийских дивизий прорыва (лёгкая бригада из семидесяти двух орудий, с 1944 года — из сорока восьми орудий).
В 1941—1942 годах немцы захватили значительное количество пушек УСВ и приняли их на вооружение как 7,62 cm F.K.297(r). К марту 1944 года немцы всё ещё располагали 359 такими пушками, из них 24 были на Востоке, 295 на Западе, и 40 в Дании.
Небольшое количество этих орудий было переделано немцами в противотанковые по образцу 76-мм Pak 36, причём модернизации подвергались только пушки довоенного выпуска, поскольку пушки военных лет (как, кстати, и ЗИС-3) имели ослабленную конструкцию казённика. Модернизированная пушка получила название 7,62 cm FK39. На орудие был установлен дульный тормоз, была расточена камора под боеприпас 7,62 cm Pak 36, приводы наводки перенесены на одну сторону с прицелом. Вес пушки составлял, по разным данным,  1500—1 610 кг. Точное количество переделанных таким образом орудий неизвестно, поскольку в немецкой статистике они часто объединялись с Pak 36. По некоторым источникам, их было выпущено до 300 шт. Баллистические характеристики пушки также не известны, по результатам испытаний трофейного орудия в мае 1943, выпущенный из него бронебойный снаряд пробил 75-мм лобовой лист брони танка КВ под углом 60 градусов на дальности 600 м.

### 76-мм дивизионная пушка образца 1942 года (ЗИС-3)

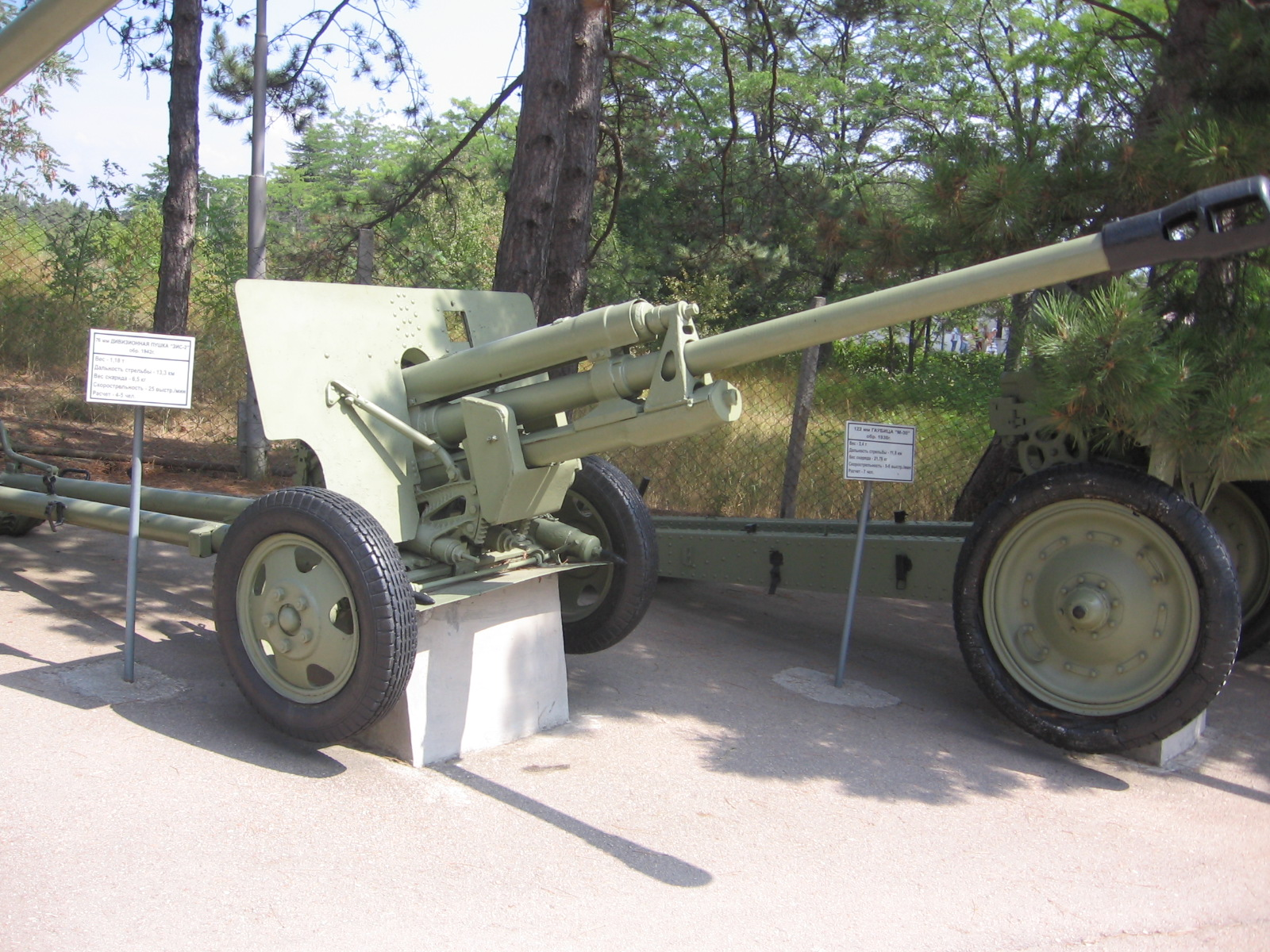
ЗИС-3 в музее на Сапун-горе, Севастополь

ЗИС-3 стала самым массовым советским артиллерийским орудием, выпускавшимся в годы Великой Отечественной войны. Благодаря своим выдающимся боевым, эксплуатационным и технологическим качествам это орудие признается специалистами как одно из лучших орудий Второй мировой войны. В послевоенное время ЗИС-3 долго состояла на вооружении Советской Армии, а также активно экспортировалась в ряд стран, в некоторых из которых она находится на вооружении и в настоящее время.
Разработка пушки начата в мае 1941 года по инициативе В. Г. Грабина без официального задания Главного артиллерийского управления. Это объяснялось неприятием дивизионной артиллерии калибра 76 мм главой этого ведомства маршалом Г. И. Куликом. Он считал, что дивизионная артиллерия неспособна бороться с тяжёлыми немецкими танками, которых в 1941 году у нацистской Германии не было, но их появление ожидалось в самое ближайшее время (как оно и случилось в 1942). Более перспективным для дивизионного орудия перед войной считался калибр 85 или 95 мм, орудия схожего калибра и назначения применялись во Вторую мировую войну другими странами.
Конструктивно ЗИС-3 была наложением качающейся части предыдущей модели дивизионного орудия Ф-22-УСВ на лёгкий лафет противотанковой 57-мм пушки ЗИС-2. Значительная сила отдачи была компенсирована дульным тормозом, отсутствовавшим у УСВ. Также на ЗИС-3 был устранён важный недостаток УСВ — размещение рукояток наводки по разные стороны ствола орудия. Это позволило номерам расчёта из четырёх человек (командир, наводчик, заряжающий, подносчик) выполнять только свои функции. Однако после успешных заводских испытаний опытный образец орудия был спрятан от посторонних глаз. Проектирование нового орудия шло в тесном сотрудничестве со специалистами-технологами, сама конструкция сразу создавалась для массового производства. Упрощались и сокращались операции (в частности, активно внедрялось качественное литьё крупных деталей), продумывались технологическая оснастка и требования к станочному парку, снижались требования к материалам, вводилась их экономия, предусматривались унификация и поточное производство узлов. Всё это позволило получить орудие, которое было почти втрое дешевле, чем Ф-22УСВ, при этом не менее эффективное.
Начало Великой Отечественной войны вызвало большие потери имевшейся артиллерии. По совместному решению В. Г. Грабина и руководства завода № 92 в серийное производство пошла именно ЗИС-3. Как следствие, военная приёмка на заводе отказалась принимать «некондиционные» пушки, но этот вопрос был позитивно решён под личную ответственность В. Г. Грабина. Известный историк советской артиллерии А. Б. Широкорад утверждает, что это решение было обусловлено не столько смелостью Грабина и директора завода № 92 А. Еляна, сколько директивой И. В. Сталина артиллерийским заводам давать фронту больше пушек, даже ценой снижения их качества. Согласно отчёту Грабина 1942 года, возобновление выпуска ЗИС-3 произошло по директиве ГКО в декабре 1941 года после решения о прекращении серийного выпуска ЗИС-2 (как значительно более дорогой, чем 53-К, и не имеющей эффективного осколочно-фугасного снаряда).
В боях 1941 года ЗИС-3 показала своё преимущество над тяжёлой и неудобной для наводчика УСВ. В результате это позволило В. Г. Грабину представить ЗИС-3 лично Сталину и получить официальное разрешение на производство орудия, которое к тому времени уже выпускалось заводом и активно использовалось в армии. В начале февраля 1942 года были проведены официальные испытания, которые были скорее формальностью и продолжались всего пять дней. По их итогам ЗИС-3 была принята на вооружение 12 февраля 1942 года с официальным названием 76-мм дивизионная пушка обр. 1942 г. и поступала в армию в нескольких модификациях. ЗИС-3 — первое в мире артиллерийское орудие, которое собиралось на конвейере и самая массовая пушка Великой Отечественной войны — всего в период с 1941 по 1945 выпущено 103 тысячи штук (ещё около 13 300 стволов было смонтировано на САУ СУ-76). Для сравнения за тот же период времени промышленность нацистской Германии выпустила около 25 000 буксируемых противотанковых 75-мм орудий PaK40 и около 2 600 вооружённых ими различных САУ, которые в вермахте были аналогом ЗИС-3 по назначению.
Некоторое количество ЗИС-3 было изготовлено ещё в 1941 году — это были опытные орудия и материальная часть для двух артиллерийских дивизионов, направленных на войсковые испытания. Массовое производство орудий развернулось с 1942 года и велось главным образом на горьковском заводе № 92. В существенно меньших масштабах пушки этого типа производились с 1943 года на заводе № 235, кроме того, в 1944 году ещё 14 орудий выпустил завод № 7.
Согласно руководству по службе, ЗИС-3 предназначалась для решения следующих боевых задач:
- Уничтожение живой силы противника
- Подавление и уничтожение огневых средств пехоты противника и его артиллерии
- Уничтожение танков и других мотомеханизированных средств противника
- Разрушение проволочных заграждений
- Разрушение амбразур ДОТов

В заметных количествах эти орудия появились в войсках в 1942 году, постепенно вытесняя своих предшественников — дивизионные орудия обр. 1902/30 гг., обр. 1936 г. (Ф-22) и обр. 1939 г. (УСВ). Интересно, что в немецких войсках ЗИС-3 называли «ратш-бум» — звук пролетающего со сверхзвуковой скоростью снаряда был слышен чуть раньше, чем долетал звук выстрела. В 1943 году данное орудие стало основным в дивизионной пушечной артиллерии, а также в истребительно-противотанковых полках, имевших по штату 76-мм пушки. В Курской битве ЗИС-3, наряду с 45-мм противотанковыми пушками и 122-мм гаубицами М-30 составляла основу советской артиллерии. Тогда же проявилась недостаточность бронебойного действия орудий против новых немецких танков и САУ, в некоторой степени смягчённая введением в боекомплект подкалиберных, а с конца 1944 года — и кумулятивных снарядов. В дальнейшем, до конца войны ЗИС-3 прочно удерживала статус основной дивизионной пушки, а с 1944 года, по причине снижения темпов выпуска 45-мм пушек и нехватки 57-мм пушек ЗИС-2, это орудие де-факто стало и основной противотанковой пушкой РККА. Кроме того, ЗИС-3 активно применялись советскими войсками в ходе войны с Японией.
ЗИС-3 стреляла всем ассортиментом 76-мм пушечных снарядов, в том числе разнообразными старыми гранатами русского и импортного производства. Орудие также могло использовать унитарные выстрелы для 76-мм полковой пушки обр. 1927 г. с меньшим метательным зарядом.
Стальная осколочно-фугасная граната 53-ОФ-350 при установке взрывателя на осколочное действие при своём разрыве создавала около 870 убойных осколков, эффективный радиус поражения живой силы составлял около 15 м (данные получены по советской методике измерения середины XX века). При установке взрывателя на фугасное действие граната на дистанции 7,5 км способна пробить кирпичную стену толщиной 75 см или земляную насыпь толщиной в 2 м.
Подкалиберный снаряд 53-БР-354П пробивал на дальности 300 м 105 мм брони, а на дальности 500 м — 90 мм брони. В первую очередь подкалиберные снаряды поступали в истребительно-противотанковые части.
Кумулятивный снаряд 53-БП-350А пробивал под углом 90° броню толщиной до 75—90 мм. Прицельная дальность стрельбы по движущемуся танку — до 400 м. В войска такие снаряды передавались с конца 1944 года, после доработки взрывателя, исключающей его преждевременное срабатывание в стволе орудия при выстреле.
Шрапнель с 1943 года применялась мало.
|  | Слева: Боеприпасы пушки ЗИС-3: 1. Выстрел 53-УБР-354А со снарядом 53-БР-350А (Тупоголовый с баллистическим наконечником трассирующий). 2. Выстрел 53-УБР-354Б со снарядом 53-БР-350Б (Тупоголовый с баллистическим наконечником с локализаторами трассирующий). 3. Выстрел 53-УБР-354П со снарядом 53-БР-350П (Подкалиберный бронебойный снаряд трассирующий «Катушечного» типа). 4. Выстрел 53-УОФ-354М со снарядом 53-ОФ-350 (Стальной осколочно-фугасный снаряд). 5. Выстрел 53-УШ-354Т со снарядом 53-Ш-354Т (Шрапнель с трубкой Т-6) Справа: Бронебойные 76 мм снаряды в разрезе: 1. 53-БР-350А. 2. 53-БР-350БСП. 3. 53-БР-350П. |

Наличие подрессоривания позволяло буксировать орудие наиболее распространёнными в РККА грузовыми автомобилями типов ЗИС-5, ГАЗ-АА или ГАЗ-ММ, не говоря уже о поставлявшихся по ленд-лизу трёхосных полноприводных «Студебеккерах US6». Также пушку могли буксировать существенно менее мощные лёгкие четырёхколёсные полноприводные автомобили Dodge WC (более известные в СССР как «Додж 3/4»), являвшиеся штатным средством тяги в истребительно-противотанковых подразделениях. Конструкторами не была забыта и конная тяга, для этого орудие комплектовалось передком. Относительно небольшая масса орудия позволяла перекатывать его на поле боя только силами расчёта и сопровождать поддерживаемую пехоту «огнём и колёсами». Хотя такое применение было более свойственно значительно более лёгким полковым орудиям того же калибра, ЗИС-3 также не раз выполняла функции по непосредственной поддержке наступающих стрелковых частей. В этом плане она смотрелась явно предпочтительнее более тяжёлых своих предшественниц Ф-22 и УСВ. В итоге высокие характеристики по мобильности позволяли применять орудие в очень широком круге дорожных и климатических условий даже в условиях недостаточной моторизации Красной Армии.
Против открыто расположенной живой силы противника действие 76-мм осколочных и шрапнельных снарядов было на уровне или в некоторых случаях даже превосходило аналогичный параметр иностранных орудий калибров 75 и 76,2 мм. Однако фугасное действие против полевых укреплений любого орудия этих калибров, включая ЗИС-3, было недостаточным — сказывалось небольшое количество взрывчатого вещества в 75- или 76-мм снаряде, но по большинству массовых укреплений и других целей на поле боя ЗИС-3 была эффективна. С другой стороны, при наличии в организационно-штатной структуре стрелковой, моторизованной или танковой дивизии гаубичных дивизионов со 122-мм гаубицами этот недостаток на уровне подразделения не играл ведущей роли.
Другим часто упоминаемым недостатком орудий калибра 76-мм является малое облако разрыва осколочно-фугасного или шрапнельного снаряда, крайне затрудняющее его наблюдение, а следовательно и корректирование огня на близкой к предельной по дальности дистанции. Однако в большинстве случаев дивизионная пушечная артиллерия вела огонь на дистанциях порядка 3—5 км, где негативное влияние этого обстоятельства уже не было в числе определяющих.
По бронебойному действию до начала 1943 года ЗИС-3 была способной на дистанции огня до 500—700 метров поразить в лоб практически любой образец немецкой бронетехники за редким исключением (например, штурмовое орудие StuG III Ausf F с 80-мм лобовой бронёй); но с массовым появлением в 1943 году новых образцов немецких танков и самоходно-артиллерийских установок бронепробиваемость ЗИС-3 стала недостаточной. В частности, 80-мм броня с невысокой вероятностью (ниже 50 %) могла быть пробита только на дистанциях менее 300 м, а 100-мм не пробивалась вовсе. Поэтому по состоянию на 1943 год бронирование тяжёлого танка PzKpfW VI «Тигр» было неуязвимым для ЗИС-3 в лобовой проекции и слабо уязвимым на дистанциях ближе 300 м в бортовой проекции. Слабо уязвимыми в лобовой проекции для ЗИС-3 были также новый немецкий танк PzKpfW V «Пантера», а также модернизированные PzKpfW IV Ausf H и PzKpfW III Ausf M или N; однако все эти машины уверенно поражались из ЗИС-3 в борт. Введение подкалиберного (с 1943 года) и кумулятивного (с конца 1944 года) снарядов улучшило противотанковые возможности ЗИС-3, позволив ей на дистанциях ближе 500 м уверенно поражать вертикальную 80-мм броню, но 100-мм вертикальная броня так и осталась для неё непосильной. Относительная слабость противотанковых возможностей ЗИС-3 осознавалась советским военным руководством, однако до конца войны заменить ЗИС-3 в истребительно-противотанковых подразделениях так и не удалось — так, 57-мм противотанковые пушки ЗИС-2 в 1943—1944 годах были произведены в количестве 4 375 шт., а ЗИС-3 за тот же период — в количестве 30 052 шт., из которых около половины было направлено в истребительно-противотанковые части. Мощные же 100-мм полевые пушки БС-3 попали в войска только в конце 1944 года и в небольшом количестве. Недостаточная бронепробиваемость орудий частично компенсировалась тактикой применения, ориентированной на поражение уязвимых мест бронетехники. Кроме того, против большинства образцов немецкой бронетехники бронепробиваемость ЗИС-3 оставалась адекватной до конца войны.
| Характеристика | ЗИС-3                                     | F.K.38                    | 3 inch Gun M5             | QF 25 pounder             |
| --- | ----------------------------------------- | ------------------------- | ------------------------- | ------------------------- |
| Страна | Союз Советских Социалистических Республик | Германия                  | Соединённые Штаты Америки | Великобритания            |
| Назначение и тип | Дивизионная пушка                         | Дивизионная пушка         | Противотанковая пушка     | Дивизионная гаубица-пушка |
| Калибр, мм | 76,2                                      | 75                        | 76,2                      | 87,6                      |
| Масса в боевом положении, т:                                                                                              | 1,2                                       | 1,38                      | 2,21                      | 1,8                       |
| Максимальная дальность огня, м                                                                                            | 13 290                                    | 11 300                    | 14 700                    | 12 260                    |
| Тип и заявленная бронепробиваемость калиберного бронебойного снаряда под углом встречи в 30° относительно нормали с 500 м | БР-350А 61                                | нет (только кумулятивный) | AP M79 Shot 104           | Shot, AP, Mk.1T 60        |
| Тип и масса осколочно-фугасного снаряда, кг                                                                               | ОФ-350 6,2                                | SprGr 5,6                 | HE M42A1 Shell 5,84       | Shell, HE, Mk.1 7,36      |

По сравнению с образцами артиллерийского вооружения других стран, близких по калибру и области применения, ЗИС-3 в какой-то степени является уникальным орудием. Опыт позиционной по своему характеру Первой мировой войны показал, что калибр пушек в 75—76 мм уже недостаточен для эффективного действия против полевой и особенно долговременной фортификации противника, а потому на дивизионном уровне произошёл качественный переход от пушек этих калибров к более мощным гаубицам. Так в армиях США и нацистской Германии военные отдали предпочтение гаубицам 105-мм калибра (соответственно M2 и leFH18), британские специалисты остановились на промежуточном варианте — 87,6-мм 25-фунтовой гаубице-пушке. Из ведущих промышленно-развитых стран активное развитие полевой пушки калибра 76,2-мм продолжалось лишь в СССР и только боевые столкновения с тяжелобронированными французскими и английскими танками в 1940 году вызвали некоторый интерес военных Третьего рейха к мощной 75-мм противотанковой пушке Pak 40, близкой по некоторым характеристикам к ЗИС-3. Несколько позже по той же причине на свет появились 76-мм мощные противотанковые орудия M5 в США и QF 17 pounder в Великобритании, но последняя по своим характеристикам и назначению существенно ближе к советской 100-мм полевой пушке БС-3, нежели чем к лёгкой дивизионной пушке ЗИС-3. Поэтому наиболее похожими из близких по времени создания, хотя и не во всех аспектах, к 76-мм дивизионной пушке обр. 1942 г. следует признать немецкое орудие Pak 40, американское M5 и с известной долей условности британскую гаубицу-пушку QF 25 pounder.
По сравнению с немецкой противотанковой пушкой ЗИС-3 из-за менее прочной ствольной группы, меньшего метательного заряда и худшего качества снарядов существенно проигрывает в бронепробиваемости, но из-за меньшей отдачи и иной конструкции сошников советское орудие имеет одно серьёзное преимущество при противотанковом применении — оно не зарывается в грунт при стрельбе. Pak 40 при ведении огня зарывалась в грунт настолько сильно, что её силами расчёта было невозможно при необходимости повернуть в заданном направлении, выдернуть застрявшее в земле орудие можно было только мощным тягачом. При фланговой атаке противника это обстоятельство становилось смертельно опасным. Меньшая масса ЗИС-3 также благоприятствовала поддержке своей пехоты колёсами, что для Pak 40 было гораздо более сложным. В ряде источников также отмечается несколько лучшее осколочно-фугасное действие 76-мм снарядов ЗИС-3 по сравнению с 75-мм немецкими. Практически то же самое можно сказать о равной Pak 40 по мощности и ещё более тяжёлой 76-мм американской противотанковой пушке M5. Здесь примечательным является тот факт, что это орудие, несмотря на самые высокие бронебойные возможности среди прочих американских буксируемых пушек, неудовлетворительно расценивалось представителями Армии США из-за невозможности его переката силами расчёта. Английская же 87,6-мм гаубица-пушка QF 25 pounder, хотя и использовалась на дивизионном уровне и обладает относительно близким калибром к 76,2 мм, относится уже несколько к другому классу орудий, а потому её прямое сравнение с ЗИС-3 является неправомерным. Тем не менее, высококачественные материалы и высококвалифицированные кадры с отличной культурой производства орудий и боеприпасов позволили англичанам создать выдающееся орудие с лучшим по сравнению с ЗИС-3 осколочно-фугасным действием и практически равным бронебойным.
В сравнении же с близкими по калибру и ещё достаточно многочисленными модернизированными орудиями времён Первой мировой войны (разнообразные советские, польские, французские и финские усовершенствования Canon de 75 Modèle 1897 или 76-мм дивизионной пушки обр. 1902 г.) ЗИС-3 была далеко впереди по большинству показателей.
Подводя итог, можно сказать, что ЗИС-3 была образцом вооружения, по своим характеристикам на уровне лучших мировых образцов, а по технологичности и надёжности — идеально подходящей для условий эксплуатации и производства СССР военного времени. Хотя её боевые возможности начиная уже с 1943 года не в полной мере отвечали требованиям времени, она позволила получить значительный опыт советским артиллеристам, который пригодился уже в послевоенное время при освоении новых орудий, более мощных, но также уже более требовательных к квалификации обслуживающего персонала. Исходя из этого, ряд авторов и экспертов оценивает ЗИС-3 как шедевр мировой артиллерийской конструкторской мысли.

### 122-мм гаубица образца 1910/30 годов

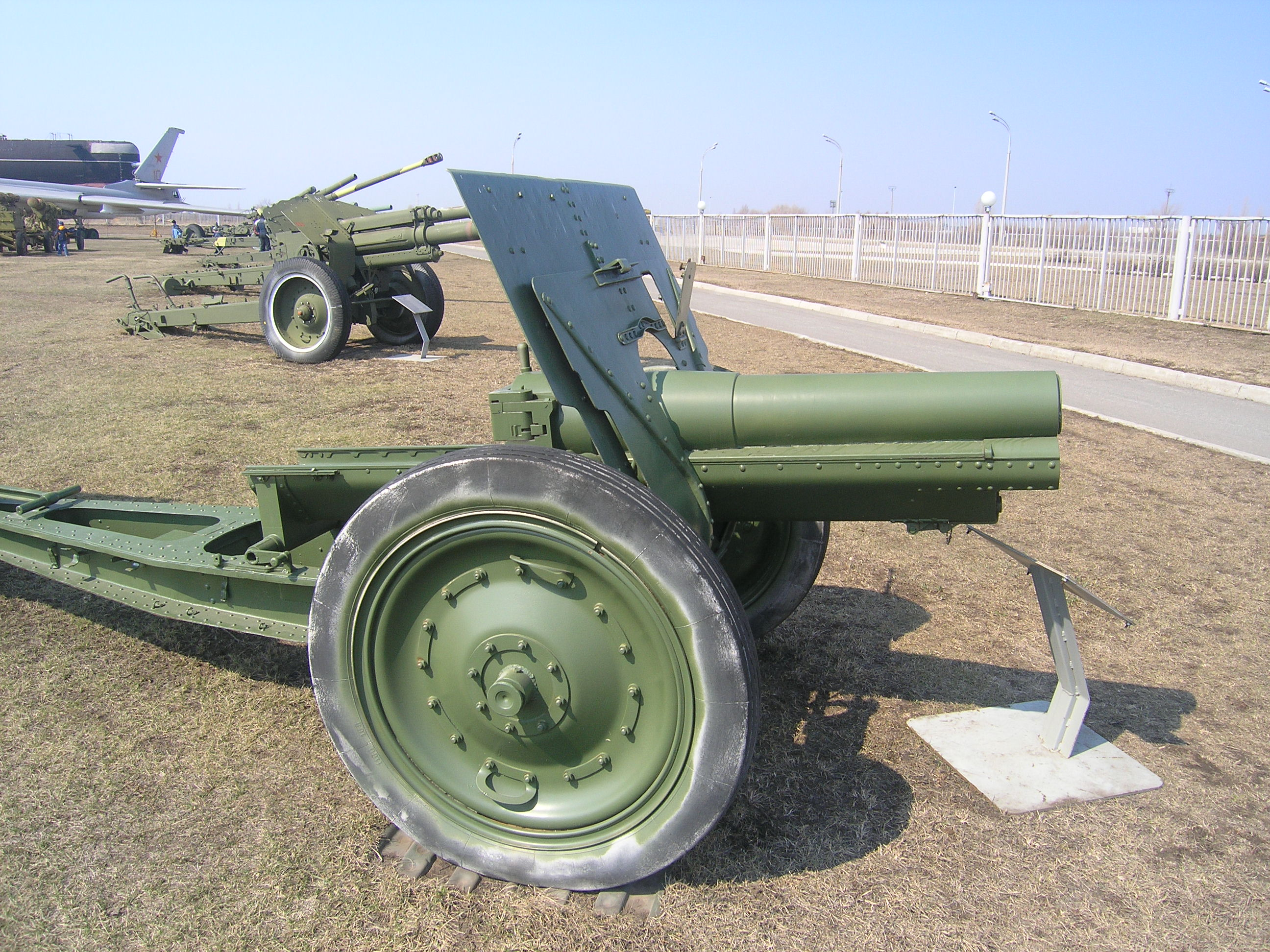
Гаубица на металлических колёсах в Техническом музее, Тольятти

Орудие было получено путём модернизации российской 122-мм гаубицы образца 1910 года времён Первой мировой войны, изначально разработанной французской оружейной фирмой «Шнейдер». Оно представляло собой классическую короткоствольную гаубицу, предназначенную для стрельбы под углами возвышения преимущественно от +20 до +45° (при стрельбе полным зарядом и с углом возвышения менее 20° орудие опрокидывалось) выстрелом с раздельным заряжанием. Гаубица оснащалась затвором поршневого типа, гидравлическим тормозом отката и воздушно-гидравлическим накатником. Противооткатные устройства собраны в салазки под стволом и откатывались вместе с ним, дульный тормоз отсутствует. Ствольная группа монтируется на однобрусном лафете без подрессоривания колёсного хода. Колёса деревянные, но с 1936 года часть гаубиц получила металлические колёса с литыми резиновыми шинами.
Производство орудия велось на Пермском заводе с 1930 по 1941 годы. Кроме нового производства, в гаубицы обр. 1910/30 гг. было переделаны 762 гаубицы обр. 1910 г., то есть большинство имеющихся орудий этого типа. С 1940 года орудие заменяется в серийном производстве новой 122-мм гаубицей образца 1938 года (М-30).
До 1942 года 122-мм гаубица образца 1910/30 года была самой распространённой в Рабоче-крестьянской Красной армии (РККА). С 1930 года она начинает активно вытеснять свою немодернизированную предшественницу из частей. На 1 октября 1936 года имелось две тысячи триста восемьдесят три гаубицы обр. 1910/30 гг. (в том числе требующих ремонта — двадцать, учебных — пять), и всего сорок четыре гаубицы обр. 1910 г., из которых годных было лишь два орудия. Соответственно, гаубица принимала активное участие во всех предвоенных конфликтах СССР, в частности, в боях на реке Халхин-Гол (при этом потери составили тридцать одно орудие, в том числе пять безвозвратно) и в советско-финской войне 1939—1940 гг. С 1940 года начинается серийное производство новой, более совершенной гаубицы М-30, однако к началу Великой Отечественной войны гаубица обр. 1910/30 продолжала оставаться главной дивизионной гаубицей РККА — на 1 июня 1941 года их имелось, по разным источникам, 5578 или 5680 либо 5900 шт, новых же гаубиц М-30 было 1667 шт. 122-мм гаубица обр. 1910/30 года активно использовалась в течение всей войны, хотя с 1942 года её доля в войсках сильно снизилась по причине больших потерь и массового поступления в части новых гаубиц М-30.
Гаубица являлась дивизионным орудием. По штату 1939 года в стрелковой дивизии имелось два артиллерийских полка — лёгкий (дивизион 76-мм пушек и два смешанных дивизиона по две батареи 122-мм гаубиц и одной батарее 76-мм пушек в каждом) и гаубичный (дивизион 122-мм гаубиц и дивизион 152-мм гаубиц), всего двадцать восемь 122-мм гаубиц. В июне 1940 года в гаубичный полк добавили ещё один дивизион 122-мм гаубиц, всего в дивизии их стало тридцать две шт. В июле 1941 года гаубичный полк был исключён, число гаубиц сократилось до шестнадцати. В этом штате советские стрелковые дивизии прошли всю войну. В гвардейских стрелковых дивизиях с декабря 1942 года имелось три дивизиона по две батареи 76-мм пушек и одной батарее 122-мм гаубиц в каждом, всего двенадцать гаубиц. С декабря 1944 эти дивизии имели гаубичный артполк (пять батарей), двадцать 122-мм гаубиц. С июня 1945 года на этот штат перевели и стрелковые дивизии.
До конца 1941 года 122-мм гаубицы были в стрелковых бригадах — одна батарея, четыре орудия.
В горнострелковых дивизиях в 1939—1940 годах имелся один дивизион 122-мм гаубиц (три батареи по три орудия), всего девять гаубиц. С 1941 года вместо него вводится гаубичный артиллерийский полк (два дивизиона по три четырёхорудийных батареи), гаубиц становится двадцать четыре. С начала 1942 года остаётся только один двухбатарейный дивизион, всего восемь гаубиц. С 1944 года из штата горнострелковых дивизий гаубицы исключены.
В моторизованной дивизии имелось два смешанных дивизиона (батарея 76-мм пушек и две батареи 122-мм гаубиц в каждом), всего двенадцать гаубиц. В танковой дивизии имелся один дивизион 122-мм гаубиц, всего двенадцать гаубиц. В кавалерийских дивизиях до августа 1941 имелось две батареи 122-мм гаубиц, всего восемь орудий. С августа 1941 дивизионная артиллерия из состава кавалерийских дивизий была исключена.
122-мм гаубицы также входили в состав гаубичных артиллерийских бригад резерва Верховного Главнокомандования (РВГК) (72—84 гаубицы).
В 1941—1942 годах вермахт захватил значительное количество (несколько сотен) этих гаубиц, которые были приняты на вооружение вермахта под индексом 12,2 cm le.F.H.388(r). К 122-мм советским трофейным гаубицам немцы даже развернули крупномасштабное производство боеприпасов — так, в 1943 году было произведено 424 тыс. выстрелов, в 1944 и 1945 гг. — 696,7 тыс. и 133 тыс. выстрелов соответственно.
Около 30 орудий этого типа было захвачено армией Финляндии в советско-финской войну 1939—1940 гг. и 145 — в Великую Отечественную войну. Ещё 72 гаубицы обр. 1910/30 гг. было куплено на правах союзника в Германии в 1944 году. Финское обозначение орудия — 122 H/10-30. В целом финские артиллеристы оценивали гаубицу образца 1910/30 гг. как хорошее орудие, но отмечали слабость противооткатных устройств. По их мнению, гаубица обр. 1910/30 гг. была лучше, чем гаубица 1909/30 гг. того же калибра. В ходе боёв с Красной армией гаубицы обоих этих типов дали 369 744 выстрела (данные по финской статистике) и 20 гаубиц обр. 1910/30 гг. было потеряно. После Великой Отечественной войны эти орудия довольно долго находились в резерве финской армии. После снятия с вооружения некоторая их часть была передана в артиллерийские музеи в Хельсинки и Хямеэнлинне.
Интересно, что изучение трофейных гаубиц вдохновило финнов на проведение подобной модернизации большинства из 40 имевшихся у них со времён Гражданской войны 122-мм гаубиц обр. 1910 г. Модернизированные орудия получили индекс 122 H/10-40 (122-мм гаубица обр. 1910/40 гг.). Модернизированные гаубицы приняли активное участие в боевых действиях 1941—1944 годов, несколько из них было потеряны.
Главными недостатками орудия являлись:
- неподрессоренный колёсный ход, сильно ограничивающий подвижность орудия;
- устаревшая конструкция однобрусного лафета, сильно ограничивающая углы наводки (особенно горизонтальной).

Короткий ствол обуславливал невысокую дальность стрельбы, по которой это орудие существенно уступало своему главному противнику — немецкой лёгкой гаубице 10,5 cm leFH 18 (8,9 км против 10,7 км). При выходе к огневым позициям танков противника 122-мм гаубицы обр. 1910/30 гг. становились полностью беззащитными. К началу Второй мировой войны это орудие стало безусловно устаревшим.
Орудие имело 6 зарядов (№ 1—5 и полный). Стальная осколочно-фугасная граната 53-ОФ-462 создавала 1000 убойных осколков и поражала живую силу в радиусе 30 м или оставляла воронки до 1 м глубиной и до 3 м в диаметре. Стрельба кумулятивным снарядом из этого орудия была крайне малоэффективной.
В то же время гаубица отличалась простотой, прочностью и надёжностью. Орудие было очень лёгким (боевая масса на тонну меньше, чем у М-30, и на 500 кг меньше, чем 10,5 cm le.F.H.16), быстро (за 30—40 секунд) переводилось из походного положения в боевое. Благодаря эти качествам, орудие пользовалось большой популярностью в РККА.

### 122-мм гаубица образца 1938 года (М-30)
122-мм гаубица образца 1938 года (М-30, индекс ГАУ — 52-Г-463) — советская гаубица периода Второй мировой войны. Это орудие серийно выпускалось с 1939 по 1955 годы, состояло или до сих пор состоит на вооружении армий многих стран мира, использовалось практически во всех значимых войнах и вооружённых конфликтах середины и конца XX века. Этим орудием были вооружены первые советские крупносерийные самоходные артиллерийские установки Великой Отечественной войны СУ-122. По мнению некоторых артиллерийских экспертов, М-30 входит в число лучших конструкций советской ствольной артиллерии середины XX века. Оснащение артиллерии Рабоче-крестьянской Красной армии (РККА) гаубицами М-30 сыграло большую роль в разгроме нацистской Германии в Великой Отечественной войне.
Полевые гаубицы дивизионного звена, состоявшие на вооружении РККА в 1920-е годы, достались ей в качестве наследия от царской армии. Это были 122-мм гаубица образца 1909 года и 122-мм гаубица образца 1910 года, спроектированные соответственно немецким концерном «Крупп» (Krupp) и французской фирмой «Шнейдер» (Schneider) для Российской империи. Они активно использовались в Первой мировой и Гражданской войнах. К 1930-м эти орудия явно устарели. Проведённые модернизации (в 1930 году для гаубиц обр. 1910 г. и в 1937 году — для обр. 1909 г.) существенно улучшили дальность стрельбы этих гаубиц, но модернизированные орудия всё же не удовлетворяли требованиям своего времени, в особенности, по мобильности, максимальному углу возвышения и скорости наводки. Поэтому уже в 1928 году в «Журнале артиллерийского комитета» поднимается вопрос о создании новой дивизионной гаубицы калибра 107—122 мм, приспособленной к буксированию механической тягой. 11 августа 1929 года было выдано задание на разработку такого орудия.
К проектированию приступило КБ-2, в котором работали немецкие специалисты. В 1932 году начались испытания первого экспериментального образца новой гаубицы, а в 1934 году это орудие было принято на вооружение как «122-мм гаубица обр. 1934 г.». Оно также было известно под названием «Лубок», от наименования темы, объединяющей два проекта по созданию 122-мм дивизионной гаубицы и 107-мм лёгкой гаубицы. Ствол 122-мм гаубицы обр. 1934 г. имел длину в 23 калибра, максимальный угол возвышения составлял +50°, угол горизонтальной наводки — 7°, масса в походном и боевом положении равнялась 2800 и 2250 кг соответственно. Как и орудия периода Первой мировой войны, новая гаубица монтировалась на однобрусном лафете (хотя в то время уже появились лафеты более современной конструкции с раздвижными станинами). Другим существенным недостатком орудия был его колёсный ход (металлические колёса без шин, но с подрессориванием), ограничивавший скорость буксировки величиной 10 км/ч. Орудие было выпущено в 1934—1935 годах небольшой серией в 11 единиц, из которых 8 поступили в опытную эксплуатацию (две четырёхорудийные батареи), а оставшиеся три — во взвод подготовки красных командиров.
Серийное производство 122-мм гаубицы обр. 1934 г. было быстро прекращено. Причиной этому обычно называют желание Главного артиллерийского управления (ГАУ) иметь гаубицу с раздвижными станинами. Однако этот аргумент не выдерживает критики, поскольку до 1936 года ГАУ не считало недостатком однобрусный лафет. Существует мнение, что более вероятной причиной снятия гаубицы с производства стала ликвидация КБ-2. Но более вероятным представляется другой вариант — 122-мм гаубица обр. 1934 г. была слишком сложна по устройству для условий серийного выпуска на предприятиях оборонной промышленности в 1933—1935 гг. Доводка орудия в отсутствие немецких специалистов хоть и велась, но её темпы были невысокими, а в 1936 году в ГАУ произошло серьёзное изменение взглядов на дивизионную гаубицу — проект «Лубок» в исходном виде более уже не считался перспективным. Поэтому в серийном производстве всё это время сохранялась 122-мм гаубица обр. 1910/30 гг., хотя по своим характеристикам она сильно уступала «Лубку» (её выпуск продолжался и далее до 1941 года включительно).
С середины 1930-х годов ГАУ оказалось в центре дискуссий о будущем советской дивизионной артиллерии. Существовало или упоминается в более поздних источниках несколько точек зрения на то, какой тип орудия и какой калибр будут оптимальными для дивизионного уровня. В частности, в качестве альтернатив или взаимодополняющих решений рассматривались лёгкая 107-мм полевая гаубица, «традиционная» 122-мм гаубица, а также 107-мм гаубица-пушка в качестве дуплексного дополнения к дивизионной гаубице. Калибр 107 мм имел определённые преимущества над 122 мм — в частности, 107-мм гаубица была легче (то есть мобильнее и дешевле), чем аналогичное орудие калибра 122 мм, а 107-мм гаубица-пушка при равной массе со 122-мм гаубицей имела существенно большую область применения. С точки зрения снабжения боеприпасами всё было в порядке — для них можно было использовать снаряды от 107-мм пушки обр. 1910 г.
Согласно некоторым источникам, в марте 1937 года на совещании по дальнейшему развитию советской артиллерийской техники начальник Генерального Штаба РККА маршал А. И. Егоров решительно высказался за создание 122-мм гаубицы. Его аргументами были более высокая мощность 122-мм осколочно-фугасного снаряда, а также наличие большого числа 122-мм боеприпасов и производственных мощностей для их выпуска. Хотя сам факт выступления маршала пока ещё не подтверждён другими источниками, решающим аргументом в споре вполне мог стать опыт использования русской артиллерии в Первой мировой и Гражданской войнах. Исходя из него, калибр 122 мм считался минимально достаточным для разрушения полевых фортификационных сооружений, а кроме того, был наименьшим позволяющим создание для него специализированного бетонобойного снаряда. В итоге проекты дивизионных 107-мм лёгкой гаубицы и 107-мм гаубицы-пушки так и не получили поддержки, а всё внимание ГАУ сосредоточилось на новой 122-мм гаубице со ствольной группой по типу «Лубка», но на лафете с раздвижными станинами.
Уже в сентябре 1937 года отдельная конструкторская группа Мотовилихинского завода под руководством Ф. Ф. Петрова получила задание на разработку такого орудия. Их проект имел заводской индекс М-30. Практически одновременно, в октябре 1937 года, по собственной инициативе, но с позволения ГАУ, за эту же работу взялось КБ завода № 92 (главный конструктор — В. Г. Грабин, индекс гаубицы Ф-25). Годом позже к ним присоединился и третий конструкторский коллектив — всё то же задание было также дано КБ Уральского завода тяжёлого машиностроения (УЗТМ) 25 сентября 1938 года по его инициативе. Гаубица, спроектированная в КБ УЗТМ, получила индекс У-2. Все проектируемые гаубицы имели современную конструкцию с раздвижными станинами и подрессоренным колёсным ходом.
Гаубица У-2 вышла на полигонные испытания 5 февраля 1939 года. Она имела ствол длиной 21 калибр, объём каморы 3,0 л, оснащалась дульным тормозом и горизонтальным клиновым затвором от гаубицы «Лубок». Масса орудия в боевом положении составляла 2 030 кг. Орудие являлось дуплексом, поскольку на том же лафете проектировалась 95-мм дивизионная пушка У-4. Гаубица испытаний не выдержала из-за возникавшей во время стрельбы деформации станин. Доработка орудия была признана нецелесообразной, поскольку по баллистике оно уступало альтернативному проекту М-30, хотя по кучности огня превосходило конкурента.
Проект гаубицы Ф-25 поступил в ГАУ 25 февраля 1938 года. Орудие имело ствол длиной 23 калибра с дульным тормозом, объёмом каморы 3,7 л и оснащалось горизонтальным клиновым затвором от гаубицы «Лубок». Масса гаубицы в боевом положении составляла 1 830 кг, ряд её деталей был унифицирован с дивизионной пушкой Ф-22. Орудие также являлось дуплексом, так как на том же лафете проектировалась 95-мм дивизионная пушка Ф-28. Гаубица Ф-25 успешно прошла заводские испытания, но на полигонные испытания не поступила, поскольку 23 марта 1939 года ГАУ постановило:

122-мм гаубица Ф-25, разработанная заводом № 92 в инициативном порядке, для ГАУ в настоящее время интереса не представляет, так как уже закончены полигонные и войсковые испытания гаубицы М-30, более мощной, чем Ф-25.

Опытный образец М-30 был закончен 31 марта 1938 года, однако заводские испытания затянулись из-за необходимости доработки гаубицы. Полигонные испытания гаубицы проходили с 11 сентября по 1 ноября 1938 года. Хотя, по заключению комиссии, орудие полигонные испытания не выдержало (за время испытаний дважды ломались станины), было, тем не менее, рекомендовано направить орудие на войсковые испытания.
Доработка орудия шла тяжело. 22 декабря 1938 года три доработанных образца были представлены на войсковые испытания, снова выявившие ряд недостатков. Было рекомендовано доработать орудие и провести повторные полигонные испытания, а новые войсковые испытания не проводить. Тем не менее, летом 1939 года войсковые испытания пришлось провести повторно. Только 29 сентября 1939 года М-30 была принята на вооружение под официальным наименованием «122-мм дивизионная гаубица обр. 1938 г.».
Безусловными преимуществами Ф-25 были почти на 400 кг меньшая масса по сравнению с М-30, больший на 10° угол горизонтального наведения и лучшая подвижность благодаря большему клиренсу. Кроме того, Ф-25 была дуплексом, и в случае принятия её на вооружение возникала возможность создания очень удачной артсистемы — дуплекса из 122-мм гаубицы и 95-мм пушки. С учётом длительной доработки М-30, Ф-25 вполне могла пройти испытания в 1939 году.
Хотя официального документа, детально описывающего преимущества М-30 перед Ф-25, не существует, можно предположить следующие доводы, повлиявшие на окончательное решение ГАУ:
- Отсутствие дульного тормоза, так как отклонённые дульным тормозом отработанные пороховые газы поднимают с поверхности земли клубы пыли, которые демаскируют огневую позицию. Помимо демаскирующего действия наличие дульного тормоза приводит к более высокой интенсивности звука выстрела сзади орудия по сравнению со случаем, когда дульный тормоз отсутствует. Это в некоторой степени ухудшает условия работы расчёта.
- Использование в конструкции большого количества отработанных узлов. В частности, выбор поршневого затвора улучшил надёжность (в то время имелись большие трудности с производством клиновых затворов для орудий достаточно большого калибра). В ожидании предстоящей крупномасштабной войны возможность производства новых гаубиц с использованием уже отлаженных узлов от старых орудий становилась очень важной, особенно с учётом того, что практически все созданные в СССР с нуля новые образцы вооружений со сложной механикой имели низкую надёжность.
- Возможность создания на лафете М-30 более мощных образцов артиллерийских орудий. Лафет Ф-25, заимствованный у дивизионной 76-мм пушки Ф-22, по своим прочностным свойствам был уже на пределе возможностей — 122-мм ствольную группу потребовалось оснащать дульным тормозом. Этот потенциал лафета М-30 был задействован впоследствии — он был использован при постройке 152-мм гаубицы обр. 1943 г. (Д-1).

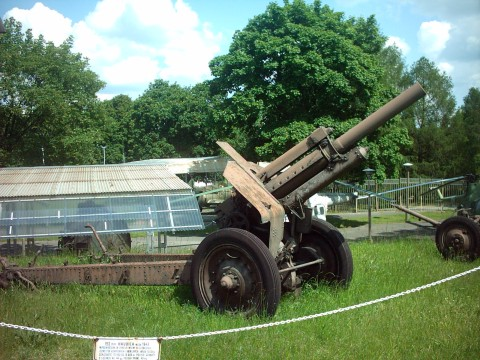
122-мм гаубица обр. 1938 года (М-30) в Познаньской цитадели, Польша. Вид справа

Гаубица являлась дивизионным орудием. По штату 1939 года в стрелковой дивизии имелось два артиллерийских полка — лёгкий (дивизион 76-мм пушек и два смешанных дивизиона по две батареи 122-мм гаубиц и одной батарее 76-мм пушек в каждом) и гаубичный (дивизион 122-мм гаубиц и дивизион 152-мм гаубиц), всего двадцать восемь 122-мм гаубиц. В июне 1940 года в гаубичный полк добавили ещё один дивизион 122-мм гаубиц, всего в дивизии их стало тридцать две шт. В июле 1941 года гаубичный полк был исключён, число гаубиц сократилось до шестнадцати. В этом штате советские стрелковые дивизии прошли всю войну. В гвардейских стрелковых дивизиях с декабря 1942 года имелось три дивизиона по две батареи 76-мм пушек и одной батарее 122-мм гаубиц в каждом, всего двенадцать гаубиц. С декабря 1944 эти дивизии имели гаубичный артполк (пять батарей), двадцать 122-мм гаубиц. С июня 1945 года на этот штат перевели и стрелковые дивизии.
До конца 1941 года 122-мм гаубицы были в стрелковых бригадах — одна батарея, четыре орудия.
В горнострелковых дивизиях в 1939—1940 годах имелся один дивизион 122-мм гаубиц (три батареи по три орудия), всего девять гаубиц. С 1941 года вместо него вводится гаубичный артиллерийский полк (два дивизиона по три четырёхорудийных батареи), гаубиц становится двадцать четыре. С начала 1942 года остаётся только один двухбатарейный дивизион, всего восемь гаубиц. С 1944 года из штата горнострелковых дивизий гаубицы исключены.
В моторизованной дивизии имелось два смешанных дивизиона (батарея 76-мм пушек и две батареи 122-мм гаубиц в каждом), всего двенадцать гаубиц. В танковой дивизии имелся один дивизион 122-мм гаубиц, всего двенадцать гаубиц. В кавалерийских дивизиях до августа 1941 имелось две батареи 122-мм гаубиц, всего восемь орудий. С августа 1941 дивизионная артиллерия из состава кавалерийских дивизий была исключена.
122-мм гаубицы также входили в состав гаубичных артиллерийских бригад резерва Верховного Главнокомандования (РВГК) (72—84 гаубицы).

### 152-мм мортира образца 1931 года (НМ)
152-мм мортира образца 1931 года (НМ, индекс ГАУ — 52-Г-521) — советская мортира периода Второй мировой войны. Это орудие, созданное немецкой фирмой «Рейнметалл» (Rheinmetall), выпускалось небольшой серией в 1930-х годах и приняло участие в Великой Отечественной войне.
Система классифицировалась как мортира, хотя по сути это было универсальное орудие, сочетающее в себе свойства пушки, гаубицы и мортиры. Основным его назначением была стрельба по навесной траектории.
Системой вооружений РККА предусматривалось создание 152-мм дивизионных мортир. Первый проект орудия такого типа был разработан в конструкторском бюро завода «Красный путиловец» в 1930 году. Масса орудия составляла около 1 500 кг, и оно имело много общих частей (в частности, затвор) с 152-мм крепостной гаубицей обр. 1909 г. Дальнейшая судьба проекта неизвестна — нет данных о том, был ли изготовлен и испытан опытный образец.

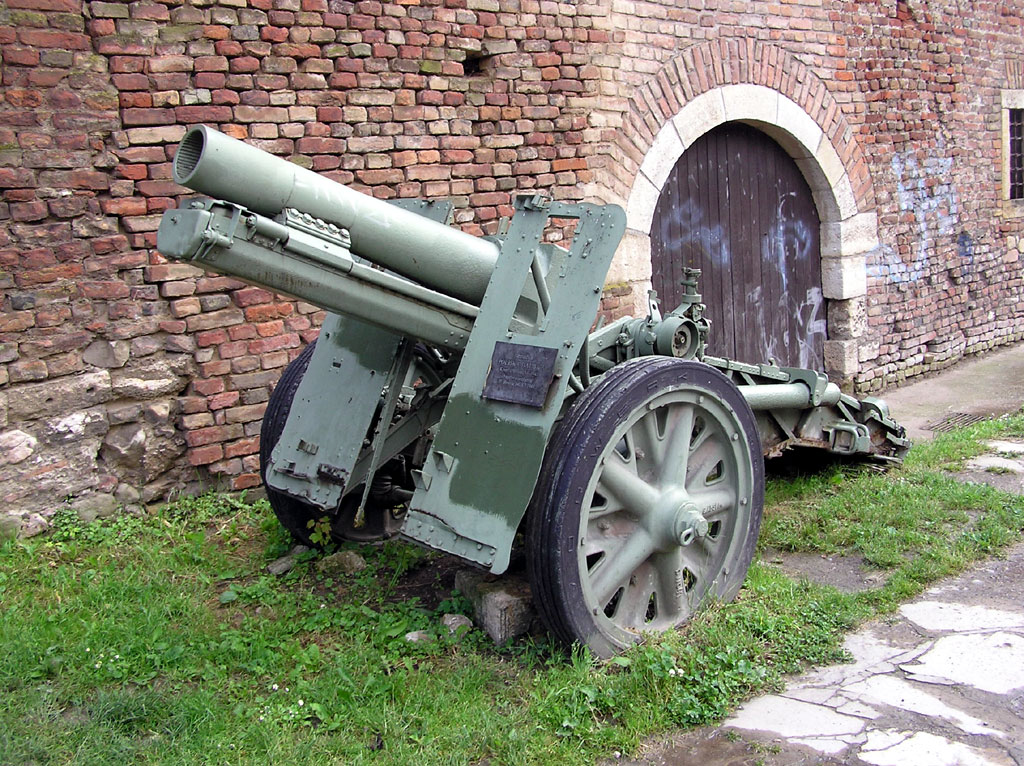
150-мм тяжёлое пехотное орудие sIG 33

В 1930 году руководство страны, осознавая слабость молодой отечественной артиллерийской конструкторской школы, решило принять на вооружение зарубежные образцы артиллерийских орудий. Исходя из политической обстановки того времени, единственной страной, с которой было возможно сотрудничество такого рода, была Германия. 28 августа 1930 года был заключён договор с фирмой «БЮТАСТ» (подставная контора, представляющая интересы немецкой фирмы «Рейнметалл»), предусматривающий поставку немецкой стороной ряда артиллерийских систем, комплекта рабочей документации к ним, а также помощь в организации серийного производства орудий в СССР. Контракт был выгоден обеим сторонам — СССР получил образцы современных артиллерийских систем, а Германия, скованная рамками Версальского соглашения, могла поддержать собственную конструкторскую школу. В рамках договора предусматривалась поставка немецкой стороной восьми 152-мм мортир и помощь немецкой стороны в организации их серийного производства в СССР. Контракт был исполнен, орудия прибыли в СССР и прошли полигонные испытания в июне 1931 года, а войсковые — в августе 1932 года. Мортира была принята на вооружение под официальным наименованием 152-мм мортира обр. 1931 г. В документах того времени часто использовалось наименование мортиры сокращениями «Н» или «НМ». При подготовке серийного производства, продолжавшегося с 1932 по 1935 год, в исходный проект были внесены некоторые изменения, в частности, на 65 мм был удлинён ствол. Всего на конец 1933 года в конструкцию мортиры было внесено более 700 изменений.
В 1937 году мортира была модернизирована, получив название МЛ-21. Модернизированный вариант был поставлен на заводские испытания 27 марта 1937 года, а в 1938 году система прошла полигонные и войсковые испытания, выявившие ряд мелких конструктивных недостатков. На вооружение МЛ-21 не принималась.
В Германии орудие в незначительно изменённом виде было принято на вооружение как 150-мм тяжёлое пехотное орудие sIG 33, выпускалось большой серией и принимало активное участие во Второй мировой войне.

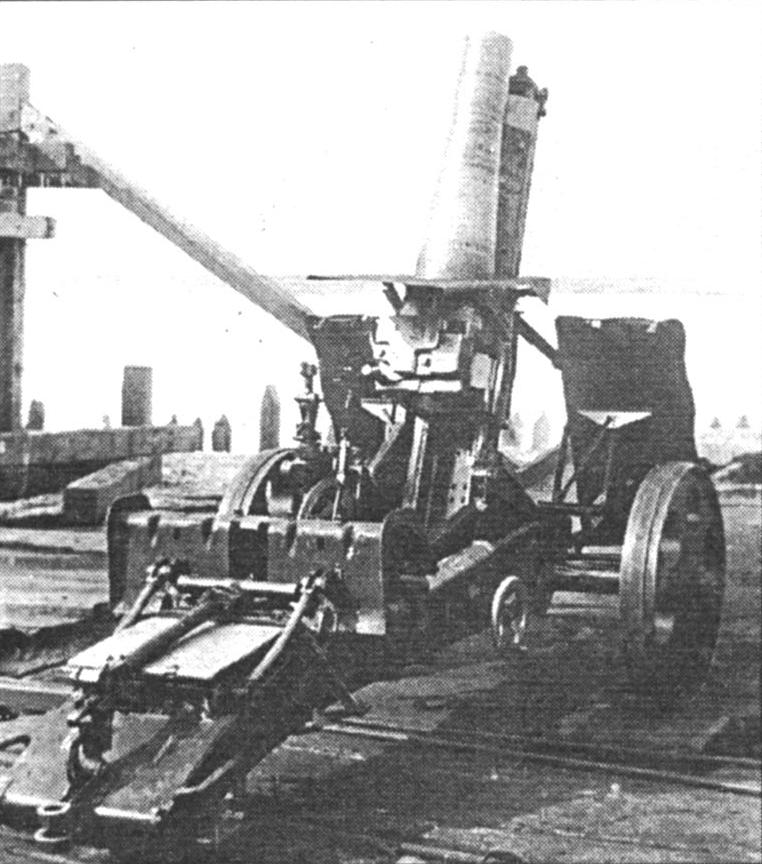
152-мм мортира обр. 1931 г. Вид сзади

152-мм мортиры обр. 1931 г. изготавливались на заводе № 172 (Пермский завод), в то время называвшийся МЗМ (Мотовилихинский завод машиностроения). Серийное производство шло тяжело, мортиры собирались полукустарным способом, завод постоянно не выполнял план по сдаче орудий. В 1932 году было сдано 5 мортир, в 1933 — 50, в 1934 — 59, в 1935 — 15 мортир, на чём их серийное производство было завершено.
152-мм мортиры обр. 1931 г. использовались в дивизионной артиллерии, в которой с 1935 года по июль 1941 года имелся дивизион 152-мм гаубиц (12 орудий). Постепенно количество орудий в войсках сокращалось — если на 1 ноября 1936 года имелось 104 мортиры (в том числе 3 учебных и 1 негодная), то к июню 1941 года в имелось лишь 51 орудие этого типа, причём, по сведениям историка М. Н. Свирина, на хранении в мобилизационном запасе. Вероятно, эти не совсем подходящие под общую концепцию артиллерийского вооружения орудия, к тому же имеющие низкое качество изготовления и проблемы с боеприпасами, постепенно изымались из войск на склады.
Тем не менее, эти орудия приняли участие в Великой Отечественной войне, в 1942 году для них даже были выпущены новые таблицы стрельбы. По причине малочисленности орудий, никаких подробностей их применения обнаружить не удалось, возможно, часть из них в конце 1941 года была передана в учебные заведения.
Мортира устанавливалась на экспериментальную самоходную артиллерийскую установку СУ-5-3, созданную на базе танка Т-26. САУ успешно прошла заводские испытания в конце 1934 года, причём экспериментальная машина была даже отправлена на традиционный парад на Красной площади. В 1935 году, однако, от её серийного производства было решено отказаться — шасси танка Т-26 оказалось недостаточно прочным для нормальной эксплуатации орудия столь значительного калибра. Судьба опытного образца неизвестна, по некоторым сведениям, он был переделан в САУ СУ-5-2 с 122-мм гаубицей обр. 1910/30 гг.
152-мм мортира обр. 1931 г. являлась весьма неоднозначным орудием с точки зрения советской концепции использования артиллерии. Главным его плюсом была рекордно низкая для такого калибра масса и большая гибкость в использовании (орудие сочетало в себе свойства пушки, гаубицы и мортиры). Главным недостатком орудия была невысокая дальность стрельбы, явно недостаточная для классического дивизионного орудия (например, 122-мм дивизионная гаубица М-30 имела максимальную дальность стрельбы 11,7 км). Немецкий аналог, тяжёлое пехотное орудие sIG 33, организационно относилось к полковой артиллерии и в этом случае дальность стрельбы была вполне достаточной. Некоторым недостатком была относительно большая масса для использования его в полковой артиллерии, но неплохая моторизация вермахта существенно уменьшала его влияние. Кроме того, немецкое орудие имело значительно больший спектр боеприпасов, включавших в себя кумулятивные, дымовые снаряды и мощную надкалиберную мину. В советских же условиях, главным конкурентом орудию стал 120-мм полковой миномёт, который при чуть большей дальности стрельбы был намного легче, меньше по размерам и существенно дешевле. Бо́льшая разрушительная мощь 152-мм снаряда, лучшая точность мортиры, гибкость в использовании и возможность быстрой смены огневой позиции не были приняты руководством во внимание. Кроме того, необходимо учесть, что в предвоенные годы в советской дивизии имелись классические 152-мм гаубицы, перед которыми НМ имела только одно преимущество — намного меньшую массу, сильно уступая в максимальной дальности стрельбы. По мнению историка А. Б. Широкорада, производство мортиры и принятие на вооружение её модификации МЛ-21 тормозилось т. н. «миномётным лобби» в Главном артиллерийском управлении — группой военных руководителей, выступавших категорически против создания лёгких гаубиц и мортир, полагая, что их функции могут быть выполнены миномётами. По сведениям историка М. Н. Свирина, главной причиной была сложность орудия для отечественных артиллерийских заводов, обладавших в то время довольно скромными возможностями (в частности, очень большие проблемы вызывало освоение в производстве клиновых затворов). В итоге, производство НМ ограничилось небольшой серией и не имело развития. В то же время, опыт войны доказал необходимость наличия в дивизии лёгких артсистем более крупного калибра, чем 122-мм гаубицы, пусть и с меньшей дальностью стрельбы. В июле 1941 года 152-мм гаубицы были исключены из дивизионной артиллерии, таким образом, самыми мощными орудиями в советской дивизии стали 122-мм гаубицы, в то время как немецкие дивизии имели 150-мм пехотные орудия на полковом уровне и 150-мм гаубицы на дивизионном уровне. В 1943 году на вооружение РККА принимается 160-мм дивизионный миномёт МТ-13, по своим характеристикам (масса орудия, дальность стрельбы, вес снаряда (мины), скорострельность) очень близкий к 152-мм мортире обр. 1931 г.

## Сводный раздел
| Тип                         | Изображение | Принята на вооружение | Количество выпущенных, шт. | Примечания |
| --------------------------- | ----------- | --------------------- | -------------------------- | --- |
| 76-мм пушка обр. 1902/30    |             | 1902                  | более 4350                 | Советская дивизионная пушка, модернизированный вариант русской дивизионной пушки образца 1902 года. Это артиллерийское орудие составляло основу советской дивизионной пушечной артиллерии в предвоенные годы, активно использовалось Красной армией в боях у озера Хасан, на реке Халхин-Гол, в советско-финской войне, в Великой Отечественной войне. |
| 76-мм пушка (Ф-22)          |             | 1936                  | 2932                       | Впервые Ф-22 пошли в бой во время конфликтов у озера Хасан и на реке Халхин-Гол. Пушка приняла активное участие и в советско-финской войне 1939—1940 годов, в частности на 8 февраля 1940 года в артиллерии Северо-Западного фронта имелось 480 76-мм дивизионных пушек, главным образом — Ф-22.                                                       |
| 76-мм пушка (УСВ)           |             | 1939                  | 9812                       | Орудия использовались как дивизионные и противотанковые. В 1941—1942 годах эти пушки понесли значительные потери, оставшиеся продолжали использоваться до конца войны. |
| 76-мм пушка (ЗИС-3)         |             | 1942                  | свыше 103 000              | 76-мм дивизионная пушка обр. 1942 г. на момент принятия на вооружение полностью отвечала всем поставленным перед орудием такого класса требованиям по мобильности, огневой мощи, неприхотливости в повседневной эксплуатации и технологичности производства.                                                                                           |
| 107-мм пушка (М-60)         |             | 1940                  | 139                        | С технической точки зрения 107-мм пушка образца 1940 года была вполне современным орудием, пригодным для решения широкого круга боевых задач. |
| 122-мм гаубица обр. 1909/37 |             | 1909                  | до 900                     | 122-мм гаубица обр. 1909/37 гг. являлась не очень значительной модернизацией орудия периода Первой мировой войны и в целом сохранила большую часть недостатков, присущих орудиям того периода. |
| 122-мм гаубица обр. 1910/30 |             | 1910                  | до 5900                    | До 1942 года 122-мм гаубица образца 1910/30 года была самой распространённой в РККА. |
| 122-мм гаубица (М-30)       |             | 1938                  | 19 266                     | М-30 использовалась для стрельбы с закрытых позиций по окопанной и открыто расположенной живой силе противника. Её с успехом применяли также для разрушения вражеских полевых фортификационных сооружений (траншей, блиндажей, ДЗОТов) и проделывания проходов в проволочных заграждениях при невозможности использования миномётов.                   |
| 152-мм мортира (НМ)         |             | 1931                  | 129                        | 152-мм мортира обр. 1931 г. являлась весьма неоднозначным орудием с точки зрения советской концепции использования артиллерии. Главным его плюсом была рекордно низкая для такого калибра масса и большая гибкость в использовании (орудие сочетало в себе свойства пушки, гаубицы и мортиры).                                                         |